# Lesbianismo

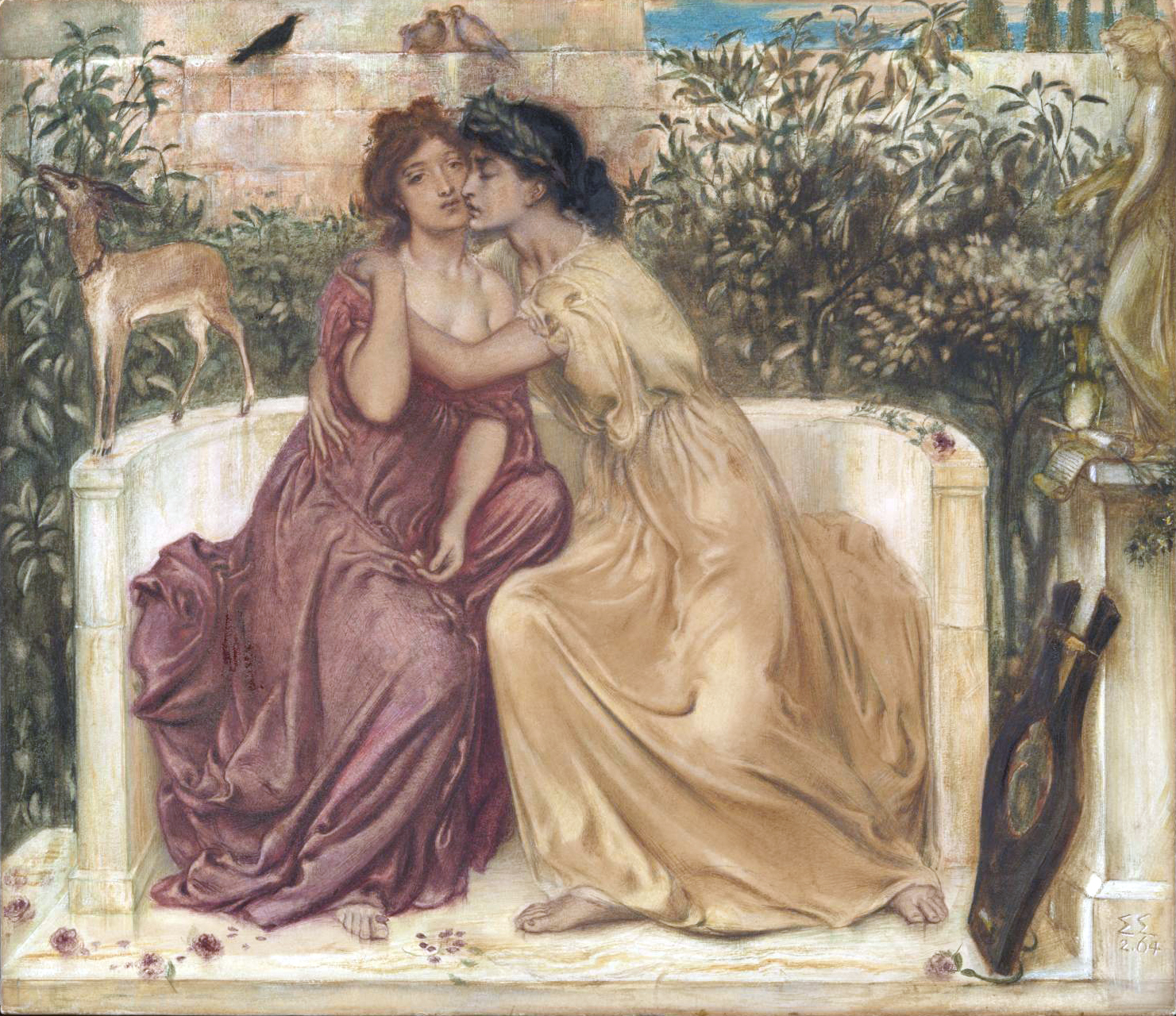
La palabra lesbiana puede hacer referencia a una identidad, un deseo o una determinada conducta entre mujeres (Safo y Erina en un jardín en Mitilene por Simeon Solomon).

Bandera del orgullo lésbico.

El lesbianismo hace referencia a la homosexualidad femenina, es decir, a las mujeres que experimentan amor romántico o atracción sexual por otras mujeres. La palabra lesbiana (de lesbio ‘natural de Lesbos’, por alusión a Safo) se utiliza para hacer referencia a una mujer homosexual que siente atracción sexual, física, emocional y sentimental únicamente hacia las mujeres.
Asimismo, en determinados contextos y épocas, se utilizan también el término culto safismo y el poético tribadismo para referirse a la homosexualidad femenina, cuyos respectivos adjetivos sáfico, -ca y tribada/tríbada se refieren a las lesbianas o al lesbianismo.
A finales del siglo XIX los sexólogos publicaron sus observaciones sobre el deseo y la conducta hacia personas del mismo sexo y distinguieron a las lesbianas en la cultura occidental como una entidad distintiva. Desde entonces los historiadores han reexaminado las relaciones entre las mujeres y cuestionan qué es lo que hace que una mujer o una relación pueda calificarse de lesbiana. El resultado de este debate ha introducido tres componentes a la hora de identificar a las lesbianas: conducta sexual, deseo sexual e identidad sexual.
El sexo de las mujeres a lo largo de la historia ha sido en su mayor parte construida por los roles de género, los cuales han limitado el reconocimiento del lesbianismo como posibilidad o expresión válida de sexualidad. Los primeros sexólogos basaron sus caracterizaciones de las lesbianas en sus creencias de que las mujeres que desafiaban sus estrictamente definidos roles de género estaban mentalmente enfermas. Desde entonces, muchas lesbianas han reaccionado a su designación como marginadas inmorales mediante la construcción de una subcultura basada en la rebelión contra los roles de género. Algunas mujeres que realizan conductas homosexuales pueden rechazar o evitar definirse a sí mismas como lesbianas o bisexuales.
Las diferentes maneras en las que las lesbianas han sido representadas en los medios de comunicación sugiere que la sociedad occidental en su conjunto se ha sentido simultáneamente intrigada y amenazada por las mujeres que desafían los roles de género femeninos, y fascinada y asombrada por las relaciones románticas entre mujeres. Sin embargo, las mujeres que adoptan la identidad lésbica comparten experiencias que conforman un panorama similar al de la identidad étnica: como homosexuales, están unidas por la discriminación y el rechazo potenciales que sufren por parte de sus familias, amistades y otros. Como mujeres, tienen preocupaciones distintas a las de los varones. Las condiciones políticas y las actitudes sociales también continúan afectando la formación de relaciones y familias lésbicas.

## Etimología y desarrollo de la palabra

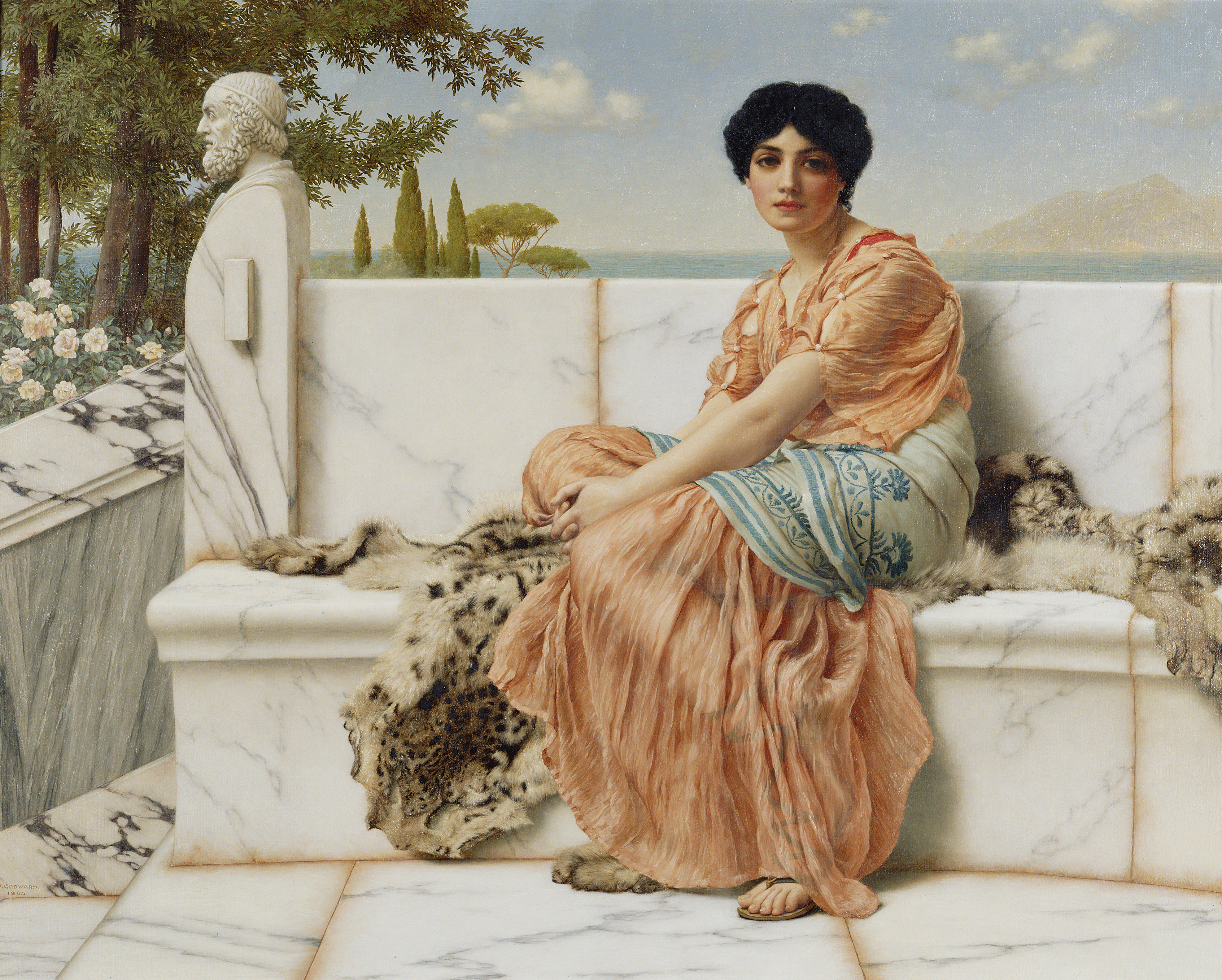
Safo de Lesbos, aquí representada en una pintura de 1904 de John William Godward, dio a la palabra «lesbiana» la connotación de deseo erótico entre mujeres.

La palabra «lesbiana» está derivada del nombre de la isla griega de Lesbos, hogar en el siglo VII y VI a. C. de la poetisa Safo. De los escritos que se han conservado, los historiadores han deducido que Safo estaba a cargo de un grupo de mujeres jóvenes para su instrucción y diversión. No ha sobrevivido mucha de la poesía de Safo, pero la que se conoce refleja los temas sobre los que escribió: las vidas diarias de las mujeres, sus relaciones y rituales. Se centraba en la belleza de las mujeres y proclamaba su amor por las jóvenes. Antes de finales del siglo XIX, la palabra «lesbiano/a» era un adjetivo que normalmente calificaba a aquello que derivaba de Lesbos, incluyendo un tipo de vino. Sin embargo, el término «lesbienne» con el sentido moderno ya se usaba en la literatura francesa desde el siglo XVI. En Inglaterra, se puede rastrear el uso de «lesbian» con su significado actual desde el siglo XVII, como documenta Emma Donoghue en Passions between women (1993). En 1890, la palabra fue usada en un diccionario médico como adjetivo para describir el tribadismo (como «amor lésbico»): gratificación sexual de dos mujeres a través de la simulación del coito. «Lesbianismo», para describir la relación erótica entre mujeres, fue documentado en 1870. El término era intercambiable con «sáfica» y «safismo» hacia principios del siglo XX. El uso de «lesbiana» en la literatura médica comenzó a ser prevalente; hacia 1925 la palabra aparece definida como un sustantivo para referirse al equivalente femenino de un sodomita.

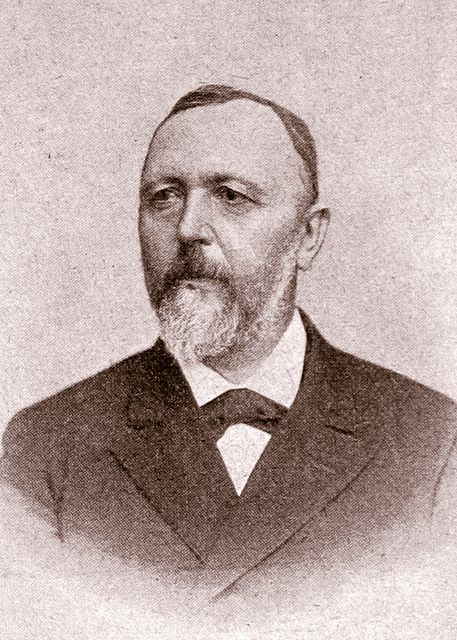
La subcultura lesbiana se desarrolló en respuesta a la categorización del lesbianismo como un problema médico por psiquiatras como Richard von Krafft-Ebing.

El desarrollo del conocimiento médico fue un factor importante para las connotaciones que iba a incluir la palabra. A mediados del siglo XIX, los divulgadores médicos trataron de establecer formas de identificar la homosexualidad masculina, que era vista como un problema social considerable en la mayoría de las sociedades occidentales. Categorizando el comportamiento sexual, sexólogos como el alemán Magnus Hirschfeld se referían a la «inversión» como un comportamiento sexual normal para varones y mujeres, por lo que los varones y las mujeres variaban desde el «tipo sexual masculino perfecto» hasta el «tipo sexual femenino perfecto». La cantidad de literatura médica dedicada a la homosexualidad femenina era mucho menor que la dedicada a la homosexualidad masculina, ya que los profesionales médicos no la consideraban un problema significativo. En algunos casos, ni siquiera reconocían su existencia. Sin embargo, el psiquiatra Richard von Krafft-Ebing de Alemania y el sexólogo Havelock Ellis del Reino Unido escribieron algunas de las categorizaciones más tempranas y duraderas de la homosexualidad femenina, considerándola un tipo de locura. Krafft-Ebing, que contemplaba el lesbianismo (que llamaba «uranismo») como una enfermedad neurológica, y Ellis, influido a su vez por los escritos de Krafft-Ebing, creían que la condición no era permanente. Ellis opinaba que los sentimientos de muchas mujeres que profesaban amor por otras mujeres cambiaban después de casarse y tener una «vida real». Sin embargo, Ellis admitía la existencia de «auténticas invertidas» que pasarían toda su vida en relaciones eróticas con otras mujeres. Estas eran miembros del «tercer sexo», que rechazaba el papel subalterno, femenino y doméstico de las mujeres. La palabra «invertida» calificaba a la que realizaba los roles de género opuestos a su sexo y sentía atracción por mujeres, en lugar de por varones; debido a que las mujeres de la época victoriana eran consideradas incapaces de iniciar encuentros sexuales, las mujeres que lo hacían con otras mujeres se consideraba que tenían deseos sexuales masculinos.
Las obras de Krafft-Ebing tuvieron una gran circulación y ayudaron a crear una conciencia pública sobre la homosexualidad femenina. Las afirmaciones de los psiquiatras de que la homosexualidad era una anomalía congénita, por lo general, eran ampliamente aceptadas por los varones homosexuales; indicaban que su comportamiento no estaba inspirado ni debía ser considerado un vicio criminal. En ausencia de otras descripciones de sus emociones, los homosexuales aceptaron la designación de «diferente» o «pervertido» y usaron su estatus de proscritos para formar círculos sociales en París y Berlín. «Lesbiana» y «lesbianismo» comenzaron a describir elementos de una subcultura.

## Teorías biológicas sobre las causas del lesbianismo

### Desarrollo embrionario
Estudios científicos llevados a cabo por la Universidad de Auckland en 2018 apuntan a que la orientación sexual de una mujer podría estar parcialmente influenciada por la exposición a andrógenos durante la gestación. 
Una mujer con rasgos andrógenos y comportamiento masculino puede ser indicación de alta testosterona en su desarrollo fetal en el útero.

### Genética
Un estudio realizado en Reino Unido en el año 2011 con gemelas idénticas llegó a la conclusión de que los factores genéticos juegan un papel importante de hasta el 25 % en cuanto a la predisposición al lesbianismo. El estudio descubrió que las gemelas idénticas que comparten la totalidad de su código genético tienen más probabilidades de ser ambas lesbianas a diferencia de las gemelas fraternales, quienes en comparación comparten la mitad de sus genes. Esto demuestra que la genética puede influir hasta en un 25 % en la homosexualidad en las mujeres.

### Psicobiología
Según un estudio publicado por la Universidad de Essex en el Reino Unido en la revista Journal of Personality and Social Psychology, las mujeres pueden ser lesbianas o bisexuales, pero muy raras veces son completamente heterosexuales. Los investigadores monitorearon los comportamientos de 345 mujeres al ver imágenes explícitas de mujeres y hombres desnudos. Usando tanto dispositivos de seguimiento ocular que medían factores como la dilatación de la pupila (que se sabe, es un claro indicio de excitación sexual), así como medidas directas de respuesta sexual psicológica, el estudio encontró que las mujeres que se identificaron como heterosexuales respondieron con la misma excitación sexual tanto al ver imágenes de mujeres como de hombres desnudos. Mientras tanto, las mujeres lesbianas mostraron muchas más respuestas sexuales hacia su género preferido (las mujeres), por sobre las imágenes de los hombres.

### Mitos populares
Popularmente, se cree que las mujeres que fueron víctimas de abuso sexual por parte de un perpetrador varón o durante su niñez, especialmente por parte de familiares masculinos, se vuelven más propensas a ser lesbianas. Si bien es cierto que sufrir una experiencia de este tipo podría dar como resultado el desarrollo de un fenómeno conocido como misandria o aversión hacia los hombres, esto no necesariamente significa que la víctima se sienta atraída por personas de su mismo sexo, por lo que esta teoría podría considerarse solo un mito.

## Identidad y género
Las lesbianas, en particular en la cultura occidental, a menudo consideran que tienen una «identidad» que se define por su propia sexualidad individual, así como por la pertenencia a un grupo que comparte características comunes. A través de la historia, las mujeres de muchas culturas han tenido relaciones sexuales con otras mujeres, pero rara vez eran consideradas como parte de un grupo específico de personas que se definía por el tipo de relaciones sexuales. Debido a que las mujeres han sido una minoría política en las culturas occidentales, la designación adicional como homosexuales produjo el desarrollo de una identidad subcultural entre las lesbianas.

### Construcción de la identidad lésbica
Para algunas mujeres, darse cuenta de que participaban en comportamientos o relaciones que podían clasificarse como «lésbicas» provocó que las rechazaran u ocultaran, como la catedrática Jeannette Marks en el Mount Holyoke College, que vivió con la directora del College, Mary Woolley durante 36 años. Marks desaconsejaba a las mujeres jóvenes tener «amistades» anormales e insistía en que la felicidad solo podía ser alcanzada con un varón. Otras mujeres, sin embargo, aceptaron la distinción y emplearon su singularidad para distinguirse de las mujeres heterosexuales y los varones gais.

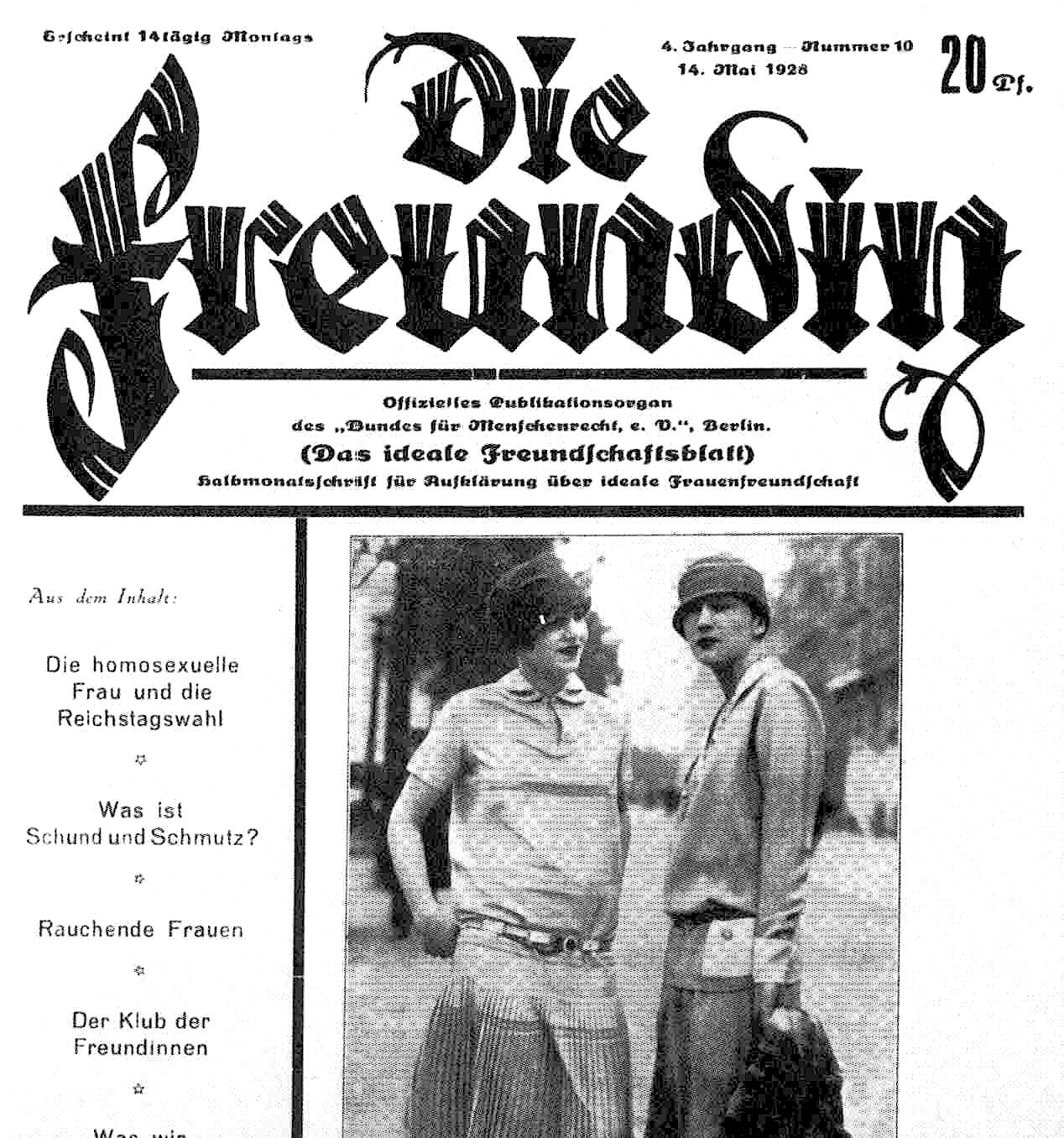
Edición de la revista lésbica alemana Die Freundin («La novia / amiga»), 1928.

Berlín tenía una vibrante cultura homosexual en la década de 1920, existiendo incluso un himno, Das lila Lied, que las lesbianas también percibían como propio. Había unos cincuenta clubs y bares para mujeres, que iban desde los grandes y lujosos cabarés y cafés, como el famoso «Eldorado», visitado por estrellas como Marlene Dietrich, o «Chez ma belle-soeur», pasando por los mixtos, con todo tipo de público, como el «Dorian Gray» en la Bülowstrasse, y populares como el «Club des amies», que realizaba fiestas tres veces por semana, hasta los más sórdidos, como el «Café Olala», al que también acudían varones travestidos, o el «Tavern», que tenía una habitación reservada para las damas. En 1928, un libro titulado Berlins lesbische Frauen («Las mujeres lésbicas de Berlín») de Ruth Margarete Roellig popularizó la capital alemana como centro de la cultura lésbica europea. Las fiestas y eventos eran publicados en diversas revistas, que funcionaban como vínculo de unión para la comunidad. También se produjo una auténtica explosión de la cultura lésbica como dan muestra artistas de la talla de Claire Waldoff, Jeanne Mammen, Christa Winsloe o Anna Elisabet Weirauch, autora de la trilogía Der Skorpion, la novela lésbica por excelencia de la época. La homosexualidad masculina estaba prohibida por el artículo 175, pero la policía de ciudades como Berlín y Hamburgo solía mirar hacia otro lado. La lucha por la eliminación del artículo permitió articular el primer movimiento homosexual, del que las mujeres, menos afectadas, formaron solo una parte marginal. Aun así, las mujeres del entorno del Comité Científico Humanitario realizaron una contribución notable a la lucha por la emancipación tanto de la mujer como de los y las homosexuales, pudiéndose mencionar a Theo Anna Sprüngli, la primera activista lesbiana de la historia, Johanna Elberskirchen y Emma (Külz-) Trosse.
Entre las décadas de 1890 a 1930 la heredera estadounidense Natalie Clifford Barney mantuvo un salón literario semanal en París al que se invitaba a las grandes celebridades artísticas y que se centraba en temas lésbicos. Combinando influencias griegas con el erotismo contemporáneo francés, intentó crear una versión actualizada e idealizada de Lesbos en su salón. Entre sus contemporáneas se incluían artistas como Romaine Brooks, que pintaba a las mujeres en su círculo; las escritoras Colette, Djuna Barnes, Gertrude Stein y la novelista Radclyffe Hall. París también tenía una notable escena lésbica, sobre todo en la zona de Montmartre, que era conocida por ello desde el siglo XIX, Pigalle y Montparnasse. Uno de los primeros clubs nocturnos fue «Le Monocle» abierto por Lulu de Montparnasse, al que acudían mujeres vestidas con esmoquin y pelo corto o moño. Otro local famoso fue el abierto por la cantante Suzy Solidor, «La vie parisienne»; aunque visitado por artistas como Tamara de Lempicka, que pintó un famoso retrato de la cantante, y Colette, Solidor no recibió la aprobación de la intelligentsia lésbica parisina. También se celebraban grandes fiestas a las que acudían parejas de gais y lesbianas, como el de la «Montagne de Sainte-Geneviève», que evolucionó hasta convertirse un gran baile el día de Mardi Gras.
En 1928, Radclyffe Hall, una aristócrata británica, publicó la novela El pozo de la soledad. Su trama se centra en torno a Stephen Gordon, una mujer que se identifica como invertida tras leer el Psychopathia Sexualis de Krafft-Ebbing y vive dentro de la subcultura homosexual de París. La novela incluía una introducción de Havelock Ellis y pretendía ser una llamada a favor de la tolerancia con los invertidos, publicando las desventajas y accidentes de haber nacido invertido. Hall seguía las teorías de Krafft-Ebbing y Ellis y rechazaba las de Freud que afirmaba que la atracción homosexual estaba causada por traumas infantiles y era curable. La publicidad que Hall recibió tuvo consecuencias inesperadas; la novela fue llevada a juicio por obscenidad en Londres, un escándalo espectacular descrito por la profesora Laura Doan como «el momento en el que cristalizó la construcción de una subcultura lésbica moderna inglesa». Los periódicos ingleses divulgaron que el libro incluía «relaciones sexuales entre mujeres lesbianas» y la fotografía de Hall pasó a acompañar todas las historias sobre lesbianismo publicadas por los grandes periódicos durante los seis meses siguientes. Hall reflejaba la apariencia de la mujer masculina europea en la década de 1920, la garçonne: pelo corto por la nuca, traje chaqueta (a menudo con pantalones) y monóculo, que se convirtió en un bien conocido «uniforme» asociado con el lesbianismo, aunque versiones menos extremas, las flapper, se pusieron de moda entre las mujeres «modernas».

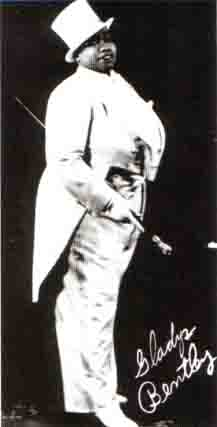
La habitante del Harlem, Gladys Bentley, era conocida por sus blues sobre sus amoríos con mujeres.

En los Estados Unidos, la década de 1920 fue de experimentación social, especialmente en cuestiones de sexo. El hecho estaba muy influido por las teorías de Sigmund Freud, que afirmaba que el deseo sexual se expresaba de forma subconsciente, a pesar de la voluntad del individuo de ignorarlo. Las teorías de Freud eran mucho más populares en Estados Unidos que en Europa. Las grandes ciudades con una vida nocturna eran inmensamente populares y las mujeres comenzaron a buscar aventuras sexuales. La bisexualidad se puso de moda, especialmente en los primeros barrios gais de Estados Unidos. Ningún otro lugar ofrecía tantas posibilidades al visitante como Harlem, el barrio de Nueva York habitado mayoritariamente por personas de origen africano. Estos visitantes eran los llamados slummers, blancos que disfrutaban del jazz y los clubs nocturnos. Las cantantes de blues Ma Rainey, Bessie Smith, Ethel Waters y Gladys Bentley cantaban sobre sus aventuras con mujeres para visitantes como Tallulah Bankhead, Beatrice Lillie y la que pronto se llamaría Joan Crawford. Los homosexuales comenzaron a comparar su nuevo estatus de minoría reconocida con el de los negros. Entre los residentes de Harlem, las relaciones lésbicas eran comunes y toleradas, aunque no aceptadas abiertamente. Algunas mujeres realizaban fastuosas ceremonias de boda, incluso solicitando licencias de matrimonio en la ciudad de Nueva York, usando nombres masculinos. Sin embargo, la mayoría de las mujeres que mantenían relaciones homosexuales estaban casadas con varones; la bisexualidad era más aceptada que el lesbianismo.
Al otro lado de la ciudad de Nueva York, en el Greenwich Village, también estaba aumentando la comunidad homosexual; tanto en Harlem como en Greenwich Village se ofrecían habitaciones para varones y mujeres solteros, lo que fue uno de los factores principales para su desarrollo como centros de la comunidad homosexual. Pero el ambiente era diferente en el Greenwich Village. Los intelectuales bohemios que rechazaban los ideales victorianos se concentraban en el Village. Los homosexuales eran en su mayoría varones, aunque figuras como la poeta Edna St. Vincent Millay, la anfitriona Mabel Dodge y la escritora Eva Kotchever, dueña del famoso «Eve's Hangout», eran conocidas por sus amoríos con mujeres y la promoción de la tolerancia hacia la homosexualidad. Las mujeres que no podían visitar Harlem o vivir en el Greenwich Village, pudieron por primera vez visitar bares en la década de 1920 sin ser consideradas prostitutas. La existencia de espacios públicos en los que las mujeres podían socializar, que incluso servían a lesbianas, «se convirtieron en la manifestación pública más importante de la subcultura durante muchas décadas», según palabras de la historiadora Lillian Faderman.
Durante las décadas anteriores a la guerra civil española también hubo un cierto florecimiento de la cultura y la visibilidad lésbica en España. Cipriano Rivas Cherif estrenó en 1929 con su grupo de teatro El Caracol en Madrid su obra Un sueño de la razón, sobre una pareja de mujeres que buscan un varón para tener un hijo. Lucía Sánchez Saornil, la fundadora de la sección feminista de la CNT, Mujeres Libres, también publicó algunos poemas dedicados a mujeres bajo el seudónimo «Luciano de San-Saor». En novela fue Carmen de Burgos quien introdujo el lesbianismo en sus tramas. Incluso se llegó a formar un círculo sáfico en Madrid en torno a Victorina Durán, como lugar de encuentro y tertulia para mujeres. Entre las lesbianas que tuvieron una cierta relevancia en la época se pueden mencionar a Victoria Kent, primera mujer en actuar como abogada en un juicio en España, Carmen Conde, primera académica de la lengua, Ana María Sagi o Irene Polo. A ellas hay que unir a la famosa bailarina y musa de las artes Carmen Tórtola Valencia, que vivió casi treinta años, hasta su muerte en 1955, con su amante Ángeles Vila-Magret, a la que adoptó para cubrir las apariencias, aunque era un secreto a voces.

### La Gran Depresión

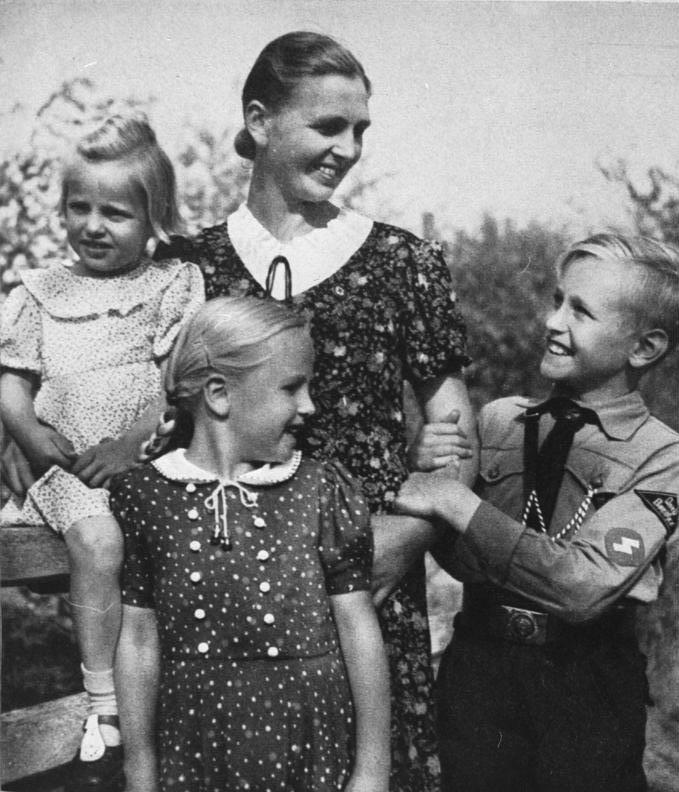
La mujer como madre del pueblo ario. Típica imagen de propaganda en la Alemania nazi. Aquellas que no se conformaban al rol asignado, eran consideradas «asociales».

El principal componente necesario para animar a las lesbianas a llevar una vida pública y buscar a otras mujeres era la independencia económica, que prácticamente desapareció en la década de 1930 con la Gran Depresión. La mayoría de las mujeres en los Estados Unidos creyeron necesario casarse con un varón para mantener la «fachada», a menudo un hombre gay, para que ambos pudiesen mantener relaciones homosexuales con discreción, pero también con un varón que buscara a una mujer tradicional. A las mujeres independientes en la década de 1930 se les echaba en cara que les quitaban el trabajo a los varones. Esta actitud social produjo comunidades pequeñas muy cerradas y centradas en torno a bares en las grandes ciudades, mientras que en las zonas menos urbanizadas, las lesbianas permanecían aisladas. Hablar de homosexualidad en cualquier contexto era tabú y las mujeres rara vez discutían el lesbianismo incluso entre ellas; se referían a las personas abiertamente gais como in the Life («en la vida»). La teoría psicoanalítica de Freud, omnipresente en la comunidad médica, consideraba la homosexualidad como una neurosis que afectaba a las mujeres inmaduras.
En Alemania, la situación social de las mujeres lesbianas era similar, aunque todavía más opresiva. El partido nazi ya había conseguido en 1930 ser la segunda mayor fuerza en el parlamento y las SA comenzaban a actuar en las calles, amenazando a todo aquel que no fuese conforme a sus ideales. A finales de la década de 1920 el movimiento homosexual estaba en decadencia y con la llegada de Hitler al poder en enero de 1933 se precipitaron los acontecimientos: en febrero, el Ministerio del Interior de Prusia ordenó el cierre de todos los locales y revistas que estuviesen relacionadas con los homosexuales; en mayo el Institut für Sexualwissenschaft fue cerrado y saqueado, y su biblioteca ardió junto a otras obras «contrarias al espíritu alemán» el 10 de mayo de 1933. En junio se disolvieron definitivamente las asociaciones de homosexuales. A pesar de todo, el «club de bolos» Die lustige Neun («El nueve divertido»), creado en Berlín en 1924, consiguió organizar fiestas de lesbianas en las que participaban entre doscientas y trescientas mujeres, por lo menos hasta abril de 1940. No se sabe si las fiestas, conocidas por las descripciones de las actas de la Gestapo que las vigilaba de cerca, continuaron durante los años de la Guerra.
En Suiza, el Damen-Club Amicitia de mujeres, junto con el Excentric-Club Zürich para varones, crearon en 1932 la revista Freundschafts-Banner («Bandera de la amistad»), órgano del «movimiento de la amistad suizo». La revista y el movimiento estuvieron desde su principio dominado por mujeres, sobre todo por Anna Vock, Mammina, hasta principios de la década de 1940, un desarrollo inusual, quizás impulsado por la ilegalidad de la homosexualidad femenina en algunos cantones. La revista, heredera del movimiento homosexual alemán, evolucionó en 1942 a Der Kreis - Le Cercle - The Circle, única revista para homosexuales que se editó durante la II Guerra Mundial y semilla de lo que sería el movimiento homófilo tras la Guerra.

### La Segunda Guerra Mundial
En Alemania, en general, se puede afirmar que el lesbianismo como tal no fue perseguido por el sistema durante la Segunda Guerra Mundial, a pesar de que algunos juristas pedían que se castigara la conducta, y que el movimiento lésbico y feminista fuera prohibido. Existen informes de casos individuales de lesbianas que fueron secuestradas y llevadas a prostíbulos en los campos de concentración, pero los hechos son tan vagos —y en algunos casos contradictorios— que se ha dudado de su autenticidad. Las dificultades de las lesbianas durante la Guerra radicaron en la amenaza de persecución, que produjo una gran inseguridad, y sobre todo en la prohibición de realizar trabajos «de prestigio» a mujeres. Todas las mujeres quedaron en consecuencia relegadas a mano de obra barata, lo que en el caso de las lesbianas, sin ayuda del sueldo de un marido, fue especialmente duro para su supervivencia. El nazismo era tan patriarcal que en 1942 el Ministerio de Justicia todavía consideraba que la homosexualidad femenina era más discreta y por tanto difícil de descubrir, por lo que, si se decidía ilegalizarla, se corría el peligro de condenar a mujeres inocentes. Además decían que al tener menos relevancia pública, el lesbianismo no era tan peligroso como la homosexualidad masculina, que podía servir para chantajear a cargos públicos. Finalmente, el Ministerio afirmaba que habitualmente el lesbianismo no era permanente. Austria sí tenía un artículo, el §129, que incluía el lesbianismo como delito. A pesar de ello, no se puede hablar de persecución sistemática y como máximo un 5 % de los casos perseguidos por el §129 entre 1938 y 1945 eran de mujeres.

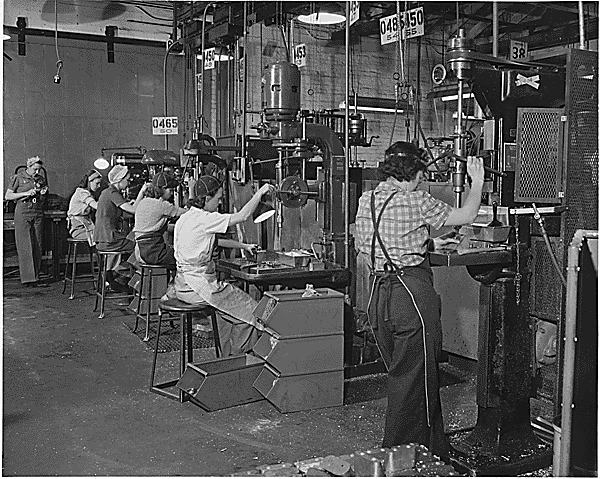
La experiencia de las mujeres como obreras y fuerzas militares durante la II Guerra Mundial les dio posibilidades económicas y sociales que les ayudaron a formar la subcultura lesbiana.

El inicio de la II Guerra Mundial produjo un enorme cambio en la vida de los estadounidenses, ya que la movilización militar implicó a millones de varones. Las mujeres también fueron aceptadas en el ejército, el Women's Army Corps (WACs) y la marina, el Women Accepted for Volunteer Emergency Service (WAVES), de los EE. UU. Al contrario que el procedimiento implementado por el ejército estadounidense desde el inicio de su creación para excluir a los homosexuales masculinos, no se introdujeron métodos equivalentes para eliminar a las lesbianas; se fueron introduciendo poco a poco durante la guerra. A pesar de la actitud habitual frente al rol femenino en la década de 1930, el ejército reclutaba mujeres independientes y masculinas en la década de 1940, y rechazaba la fragilidad. Algunas mujeres que llegaban a la estación de reclutamiento vestidas con traje de varón, podían responder negativamente a la pregunta de si habían estado enamoradas de otra mujer, y ser aceptadas con facilidad. De todas formas, la actividad sexual estaba prohibida y las «licencias azules» (blue discharge) eran casi seguras si una mujer se identificaba como lesbiana. Según se iban encontrando, las lesbianas formaban grupos compactos en la base, se reunían en los clubes de servicio y comenzaban a usar palabras en clave. El historiador Allan Bérubé documenta que los homosexuales en las fuerzas armadas consciente o inconscientemente rechazaban identificarse como homosexuales o lesbianas, y tampoco hablaban sobre la orientación sexual de los demás.
Las mujeres más masculinas no eran necesariamente abundantes, pero eran visibles, así que tendían a atraer a mujeres interesadas en encontrar a otras lesbianas. Las mujeres debían abordar el tema de su interés por otras mujeres de forma cuidadosa, a veces se tardaba días en desarrollar un entendimiento sin preguntar y sin decir nada con claridad. Se apelaba agresivamente a las mujeres que no se habían apuntado al ejército para que realizasen trabajos en la industria que habían dejado vacantes los varones, para mantener la productividad nacional. El incremento de movilidad, sofisticación e independencia de muchas mujeres durante y después de la Guerra, convirtió en una opción el vivir sin marido, algo que no hubiese sido posible bajo circunstancias económicas y sociales distintas, fortaleciendo aún más las redes y ambientes lésbicos.

### La Posguerra
Tras la II Guerra Mundial, en EE. UU. hubo un deseo general de volver a la situación social de la preguerra tan pronto como fuese posible. Unido a la creciente paranoia sobre el comunismo y la teoría psicoanalítica que se había convertido omnipresente en la comunidad médica, en 1950 la homosexualidad se convirtió para el Gobierno estadounidense en una característica indeseable para sus funcionarios. Se creía que los homosexuales eran vulnerables al chantaje y el Gobierno eliminó de sus filas a todos los homosexuales conocidos, comenzando un amplio esfuerzo por conseguir información sobre la vida privada de los empleados. Los gobiernos de los estados y ciudades siguieron el ejemplo, arrestando a personas en bares y parques, y publicando leyes contra el travestismo tanto masculino como femenino. El ejército y el gobierno realizaron numerosos interrogatorios, preguntando a mujeres si habían tenido relaciones sexuales con otras mujeres, e identificando experiencias aisladas en una identidad criminal, separando de forma estricta heterosexuales y homosexuales. En 1952 la American Psychiatric Association incluyó la homosexualidad en el Manual diagnóstico y estadístico de los trastornos mentales entre los desequilibrios emocionales patológicos. La opinión de que la homosexualidad era una enfermedad curable estaba muy extendida en la comunidad médica, la población en general e incluso entre muchas lesbianas. Las actitudes y prácticas para descubrir a homosexuales entre los funcionarios públicos se propagaron a Australia y Canadá. Se añadió y aprobó un apartado en una proposición de ley en la Cámara de los Comunes en Reino Unido para crear el delito de "máxima indecencia" entre mujeres en 1921, pero fue posteriormente rechazada por la Cámara de los Lores, ya que por lo visto existía la preocupación de que prestar atención a la conducta sexual desviada serviría para promocionarla.
Había muy poca información sobre el lesbianismo, aparte de los textos médicos y psiquiátricos. Los encuentros de la comunidad lésbicas se reducían a los bares, donde se llevaban a cabo frecuentes redadas policiales (una vez al mes de media), con la consiguiente publicidad en los periódicos para aquellos que habían sido arrestados. En respuesta, ocho mujeres de San Francisco empezaron a reunirse en sus hogares en 1955 para conversar y bailar. Cuando decidieron hacer de ello una reunión regular, se convirtieron en la primera organización lésbica de los Estados Unidos, llamada Daughters of Bilitis (DOB). DOB comenzó a publicar una revista llamada The Ladder en 1956; en la primera página se encontraba la declaración de objetivos, el primero de los cuales era «educación de la variante» y que pretendía dar información sobre la homosexualidad a las mujeres, específicamente sobre el lesbianismo, y sobre lesbianas famosas en la historia. Sin embargo, hacia 1956, el término «lesbiana» tenía un significado tan negativo, que DOB rechazaba su uso como descripción, empleando la palabra «variante» (variant) en su lugar. DOB se extendió a Chicago, Nueva York y Los Ángeles, y The Ladder era enviado por correo a cientos —incluso a miles— de miembros de DOB, con discusiones sobre la homosexualidad, a veces desafiando la idea de que era una enfermedad, contribuciones de las lectoras ofreciendo sus propias razones para ser lesbianas y sugiriendo formas de aceptarlo o de sobrellevar el rechazo social. Las lesbianas británicas siguieron con la publicación de Arena Three en 1964, con una misión similar.
Como reflejo de las estrictas categorías sexuales definidas por el gobierno y la sociedad en general, la subcultura lésbica desarrolló roles de género extremadamente rígidos entre mujeres, particularmente en las clases trabajadoras en los Estados Unidos y Canadá. Aunque muchos municipios habían publicado ordenanzas contra el travestismo, algunas mujeres, las llamadas butch acudían a los bares con ropas de varón y reflejando el comportamiento tradicional masculino. Otras llevaban ropa de mujeres y asumían comportamientos más modestos y típicamente femeninos. Los modelos de socialización butch y femme estaban integradas de tal forma en los locales lésbicos, que las mujeres que se negaban a elegir entre uno de los dos modelos eran ignoradas o por lo menos no conseguían citas; no era aceptable que las mujeres masculinas, butch, tuvieran relaciones románticas con otras mujeres masculinas, al igual que no era aceptable que las mujeres femeninas, femme, tuvieran relaciones con otras femmes. Las mujeres masculinas no eran una novedad de la década de 1950, sin embargo, los roles eran omnipresentes en las décadas de 1950 y 60, y no estaban limitados a Estados Unidos: de 1940 a 1970, la cultura butch/femme floreció en el Reino Unido, aunque había menos distinciones de clase. La distinción entre lesbianas masculinas y femeninas era considerada como vulgar por las lesbianas estadounidenses de clase alta de la época. Muchas mujeres ricas se casaban para satisfacer las obligaciones familiares y otras escapaban a Europa para vivir como expatriadas.
A pesar de la falta de datos sobre la homosexualidad en los textos académicos, o quizás precisamente debido a ello, aparecieron otras fuentes de información sobre el lesbianismo. Una novela barata titulada Women's Barracks, que narraba las experiencias de mujeres en las Fuerzas francesas libres, se publicó en 1950. El libro describía una relación lésbica que la autora había presenciado. Tras venderse 4,5 millones de copias, fue incluida en la lista de material pornográfico, Current Pornographic Materials, por el House Select Committee en 1952. Su editorial, Gold Medal Books, continuó con la publicación de la novela Spring Fire en 1952, con la misma temática, que vendió 1,5 millones de copias. Gold Medal Books, abrumado con el correo de mujeres escribiendo sobre el asunto, decidió proseguir con la publicación de más libros, creando el género de la ficción pulp lésbica. Entre 1955 y 1969, más de 2000 libros con temática lésbica fueron publicados y vendidos en las tiendas de la esquina, estaciones de tren, paradas de autobús y quioscos de prensa de todo Estados Unidos y Canadá. La mayoría se dirigían al público masculino. En las cubiertas figuraban palabras en clave e imágenes; en lugar de «lesbiana», se empleaban palabras como «extraña», «crepúsculo», «extravagante» o «tercer sexo» en el título, y la ilustración de la cubierta era inevitablemente voluptuosa. Un pequeño grupo de autoras de ficción pulp lésbica eran mujeres que escribían para lesbianas, entre las que se encontraban Ann Bannon, Valerie Taylor, Paula Christian y Vin Packer/Ann Aldrich. Bannon, que también leía ficción pulp lésbica, afirmó más tarde que las mujeres identificaban las novelas por la ilustración de la cubierta. Muchos de los libros empleaban referencias culturales: dando lugares, términos, describiendo modos de vestir y otros códigos a las lesbianas aisladas. Como resultado, este tipo de literatura ayudó a la propagación de la identidad lésbica, tanto entre las lesbianas, como entre los lectores heterosexuales.

### La segunda ola del feminismo en Estados Unidos
La rigidez social de la década de 1950 y principios de los 60 produjo una respuesta de movimientos sociales que trataban de mejorar la situación de los afroamericanos, los pobres, las mujeres y los gais. Los dos últimos, el movimiento de liberación gay y movimiento feminista, conectaron tras los violentos disturbios de Stonewall ocurridos en Nueva York. Lo que siguió fue un movimiento que se caracterizó por un surgimiento del activismo gay y de la conciencia feminista que transformaron la definición de lesbiana.
Durante la revolución sexual de la década de 1970 se produjo la diferenciación entre identidad y comportamiento sexual para las mujeres. Muchas mujeres aprovecharon sus nuevas libertades sociales para tener nuevas experiencias. Hubo mujeres que experimentaban con las relaciones homosexuales, aunque muchas mantuvieran su identidad heterosexual. Sin embargo, con la llegada de la segunda ola del feminismo, el lesbianismo creció hasta convertirse en una identidad política que describía una filosofía social, a menudo haciendo sombra a los aspectos sexuales como característica definitoria. Una organización feminista militante llamada Radicalesbians publicó en 1970 un manifiesto titulado The Woman-Identified Woman («La mujer identificada con la mujer») que declaraba que «una lesbiana es la rabia de todas las mujeres condensada hasta el punto de la explosión». Las feministas militantes expresaron desdén por una sociedad intrínsecamente sexista y patriarcal, y concluyeron que la forma más efectiva de superar el sexismo y llegar a la igualdad con los varones era negar a estos cualquier tipo de poder o placer sobre las mujeres, incluyendo la sexualidad. Las mujeres que seguían esta filosofía —autodenominadas feministas lesbianas— usaban el término «lesbiana» para describir a cualquier mujer cuya interacción social y motivación política se consagrase al bienestar de la mujer. El deseo sexual no era una característica definitoria de una lesbiana feminista, sino que lo era su compromiso político. La independencia de los varones, definidos como opresores, era un dogma central del feminismo lésbico, y muchas «creyentes» aspiraban a separarse física y económicamente de la cultura tradicional centrada en el varón. En la sociedad ideal, llamada Nación Lésbica, «mujer» y «lesbiana» eran intercambiables.
En 1980, la poetisa y ensayista Adrienne Rich expandió el significado político de lesbiana proponiendo un continuo de la existencia lésbica basado en la «experiencia identificada con la mujer» (woman-identified experience). Todas las relaciones entre las mujeres, proponía Rich, tienen algún elemento lésbico, independientemente de si reivindican una identidad lésbica: madres e hijas, mujeres que trabajan juntas y mujeres que se cuidan unas a otras, por ejemplo. Esa percepción de las relaciones entre mujeres las conecta a través de la historia y las culturas, y Rich consideraba la heterosexualidad una condición que había sido impuesta por la fuerza por los varones a las mujeres. Varios años antes, las fundadoras de DOB, Del Martin y Phyllis Lyon, relegaron de igual forma los actos sexuales como innecesarios para determinar lo que es una lesbiana, dando su propia definición: «una mujer cuyos intereses eróticos, psicológicos, emocionales y sociales están principalmente en el propio sexo, incluso cuando ese interés no sea expresado de forma abierta».
Aunque el feminismo lésbico fue un cambio importante, no todas las lesbianas lo apoyaron. El feminismo lésbico era un movimiento orientado a la juventud: sus miembros eran principalmente universitarias con experiencia en la Nueva Izquierda y causas radicales, pero que no tuvieron éxito en convencer a las organizaciones radicales para que retomasen la causa de las mujeres. Muchas lesbianas mayores que habían descubierto su sexualidad en una época más conservadora preferían mantener sus formas de sobrellevar un mundo homófobo. Daughters of Bilitis desapareció en 1970 a causa de un desacuerdo en dar prioridad a los temas gais sobre los temas feministas. Como la igualdad era una prioridad para las feministas lésbicas, la diferencia de roles entre el varón y la mujer, o butch y femme, eran consideradas patriarcales. Evitaban los roles de género que habían sido omnipresentes en los bares, así como lo que percibían como chovinismo de los varones gais; muchas se negaban a trabajar con los hombres gais o tomar parte en sus causas. No obstante, las lesbianas con un punto de vista más esencialista, que consideraban que habían nacido homosexuales y empleaban el término «lesbiana» para definir una atracción sexual, a menudo consideraban las opiniones separatistas y airadas de feministas lésbicas como perjudiciales para la causa de los derechos de los homosexuales.

### En otros países

#### Europa
La Constitutio Criminalis Carolina de 1532, una de las pocas leyes europeas que condenaba el lesbianismo, tuvo una gran influencia en las legislaciones posteriores. Así, Hirschfeld nombraba en 1914 seis países europeos en los que la homosexualidad femenina era ilegal. Entre estos países se encontraban Suecia (desde 1864) y Finlandia (desde 1889), cuyas leyes contra la sodomía estaban redactadas de forma neutral. Las cifras de persecución eran mucho menores que las de los varones: en Suecia, entre 1880 y 1944, un 0,8 % de las personas juzgadas fueron condenas por lesbianismo y en Finlandia, entre 1894 y 1971, un 5 %. Dinamarca modificó sus leyes en 1933 para incluir a las mujeres en las leyes antihomosexuales, al igual que hizo Islandia en 1940. En Noruega el lesbianismo nunca estuvo prohibido y a partir de 1854 dejó de perseguirse a mujeres por esta causa. Los países escandinavos fueron de los primeros en Europa en legalizar los actos homosexuales consentidos entre adultos a mediados del siglo XX: Dinamarca y las Islas Feroe en 1933, Islandia en 1940, Suecia en 1944; Finlandia en 1971 y Noruega en 1972, lo hicieron algo más tarde. La equiparación en la edad legal de consentimiento se hizo en los países nórdicos con un retraso de 30 a 40 años, respecto a la legalización de los actos sexuales entre adultos. Con la excepción de Noruega, estas legalizaciones se hicieron sin que el movimiento de liberación LGBT ejerciese mucha influencia política. Desde mediados del siglo XIX, Dinamarca ha sido la pionera y Copenhague el centro cultural de los homosexuales escandinavos.
En Francia, la homosexualidad femenina fue «capaz de evitar una condena moral seria» al mantenerse en privado y «habitando en las áreas prohibidas entre los límites éticos» de la sociedad, como hace notar Catherine van Casselaer. No es que pudiese librarse de la regulación social, ni de la censura homófoba, pero desde la Revolución Francesa se beneficiaba de una fuerte tradición de libertad individual. La relativamente escasa persecución de las lesbianas también se ha explicado como una consecuencia de la poca importancia dada culturalmente a la mujer y a la sexualidad femenina. En la década de 1970, lesbianas y gais se unieron en organizaciones como la Frente Homosexual de Acción Revolucionaria para luchar, entre otras cosas, por la equiparación de la edad de consentimiento sexual, la única ley discriminatoria que permanecía vigente en Francia. Las figuras importantes del feminismo y lesbianismo francés de la segunda mitad del siglo XX fueron Françoise d'Eaubonne, Colette, Simone de Beauvoir, Monique Wittig y Geneviève Pastre.
En Alemania Occidental, el movimiento LGBT moderno surge de la película Nicht der Homosexuelle ist pervers, sondern die Situation, in der er lebt (1971) de Rosa von Praunheim, tras la que se formaron, entre otros, el Homosexuelle Aktion Westberlin (HAW). El HAW formó en 1972 una sección de lesbianas, que en 1973 realizaron la primera manifestación de lesbianas del país, protestando por una serie de artículos en los periódicos que las difamaban. Los grupos lésbicos fueron creciendo en número y visibilidad y en la década de 1990 el movimiento estaba completamente articulado. Alemania es en la actualidad uno de los lugares más liberales y tolerantes del planeta, y las lesbianas están protegidas por leyes contra la discriminación; aunque todavía no existe el derecho a matrimonio para los homosexuales, existe la posibilidad de la unión civil.

#### Latinoamérica
En América Latina la consciencia y el asociacionismo lésbico aparecieron en la década de 1970 y han ido ampliándose a medida que los diversos países han alcanzado la democracia o, en el caso de los que ya la tenían, la reformaron. Pero aun así, hasta finales del siglo XX, ningún régimen de la zona, democrático o no, ha respetado los derechos de gais o lesbianas. Pese a ser legal la homosexualidad en la mayoría de los países, durante mucho tiempo se han empleado tácticas de intimidación y acoso, cuando no se empleaban las leyes de «corrupción de menores» o de «faltas a la moral o las buenas costumbres» para perseguir a homosexuales. En el ámbito hispánico, el conflicto con la lesbofobia de las feministas y la misoginia de los gais ha generado una trayectoria difícil para las lesbianas y sus asociaciones.
Argentina fue el primer país de Latinoamérica en contar con un grupo LGBT, Nuestro Mundo (NM), organizado en 1969. NM creó en 1971 el Frente de Liberación Homosexual (FLH), junto con otras cinco organizaciones, todo de forma clandestina y en casas particulares. Hacia 1972, entre sus formantes se encontraba la organización lésbica Safo. De la actividad inicial en Buenos Aires, se pasó pronto a colaborar con las feministas en Córdoba, Mendoza y Mar del Plata, e incluso en Tucumán. Las persecuciones y el acoso fueron constantes y se agravaron con la llegada de la dictadura en 1976, cuando se disolvieron todos los grupos a causa del terrorismo de Estado en Argentina en las décadas de 1970 y 1980. El movimiento lésbico autónomo comenzó en 1986 con la creación del Grupo Autogestivo de Lesbianas (GAL) y la revista Codo con codo, ambos de poca duración. En 1987, comenzaron a publicarse los Cuadernos de Existencia Lesbiana, que seguían publicándose en 2000. El V Encuentro Feminista fue el catalizador para la creación en 1990 de los grupos Frente Sáfico (Fresa), Las Lunas las Otras y el Grupo de Reflexión de Lesbianas. La aparición en la televisión de Ilse, fructificó en la creación en 1991 de Convocatoria Lesbiana, del que más tarde surgieron los grupos Buenas Amigas y Sentimientos. Los grupos lésbicos se unieron posteriormente en el Frente de Lesbianas para superar sus dificultades con el heterofeminismo y colaborar con la Comunidad Homosexual Argentina.
México ha sido el país de América Latina en el que el movimiento lésbico ha estado más vivo. Una de sus figuras principales fue Nancy Cárdenas, vocera del Frente de Liberación Homosexual (FLH), la primera organización LGBT del país, aun a pesar de que las lesbianas en el FLH fueran minoría. Cárdenas también fue protagonista en 1973 de la primera entrevista a una persona homosexual en la televisión pública mexicana. Hacia 1975, Año Internacional de la Mujer, existía el sentimiento de que los varones, tanto hetero como homosexuales, centraban su sexualidad en el falo, símbolo de placer y poder, punto de visto rechazado por las lesbianas. Hubo varios intentos del entorno de Cárdenas de crear una organización lésbica propia, pero las leyes y el menosprecio social abortaron el proyecto. La primera organización lésbica de México se llamaba Lesbos y se fundó en 1977, surgida de la necesidad de defender sus intereses dentro del movimiento feminista, que, a pesar de intentos de acercamiento de la nueva organización, las rechazó por miedo a ser identificadas con ellas. En 1978 surgió Oikabeth, una organización más agresiva, que luchaba por la visibilidad de las lesbianas y que, tras una breve colaboración, se separó del misógino Frente Homosexual de Acción Revolucionaria, convirtiéndose en el primer grupo independiente tanto del movimiento homosexual como del feminista, que allanó el camino a numerosos otros. Las tendencias separatistas siguieron siendo evidentes en el primer Encuentro de Feministas Lesbianas de América Latina y el Caribe, celebrado en 1987 en México, de cuyas polémicas nació la Coordinadora Nacional de Lesbianas (CNL), que se asoció más tarde con la Coordinación de Feministas de la Ciudad de México. A principios de 1997 existían trece grupos lésbicos en la Ciudad de México, pero, a pesar de todo, las organizaciones lésbicas han tenido poca influencia tanto en el movimiento homosexual, como en el feminista.
En Chile, la dictadura impidió la creación de una asociación lésbica hasta 1984, fecha de la creación de la Colectiva Ayuquelén, el primer grupo de su tipo. El punto de inflexión fue el asesinato a golpes de una lesbiana en plena calle y ante numerosos testigos, al grito de «¡Maldita lesbiana!». La asociación estuvo desde sus inicios ligada al movimiento feminista, aunque sus relaciones fueron difíciles. En 1987 realizaron su primera entrevista en un periódico, que les dio visibilidad, pero produjo problemas con las feministas que temían una identificación de ambos movimientos. En esa época entraron en contacto con el ILIS y el ILGA y más tarde colaboraron con el MOVILH en algunos temas como la abolición de artículo 365 del código penal. Hoy existe una Coordinación de Lesbianas que edita la revista Amazonas.
En Nicaragua comenzó a formarse la consciencia lésbica todavía más tarde, en 1986, cuando el Frente Sandinista de Liberación Nacional (FSLN) expulsó de sus filas a gais y lesbianas. La persecución del estado evitó que se formaran asociaciones, hasta la aparición del sida, cuando los esfuerzos educativos del gobierno impulsaron el asociacionismo. La primera organización lésbica fue Nosotras, fundada en 1989. Un intento de visibilización del colectivo LGBT en 1991/92 llevó al gobierno a ilegalizar la homosexualidad en 1994. El golpe dejó al movimiento exhausto y no volvió a recuperarse hasta 2004, con la creación de Grupo Safo / Grupo de Mujeres Lesbianas de Nicaragua, cuatro años antes de la legalización de la homosexualidad.
Los Encuentro de Feministas Lesbianas de América Latina y el Caribe, a veces simplificado como Encuentros de Lesbianas, han sido desde finales de la década de 1980 un importante centro de intercambio de ideas para las lesbianas latinoamericanas. De sede cambiante y ritmo bianual, sus principales fines son la creación de redes de comunicación, cambiar la situación de las lesbianas en Latinoamérica, tanto desde el punto de vista legal como social, aumentar la solidaridad entre las lesbianas y tratar de destruir los mitos sobre ellas.

## Homosexualidad femenina sin identidad
Los diferentes significados de lesbiana desde comienzos del siglo XX han impulsado a algunos historiadores a revisar las relaciones históricas entre mujeres antes de que el uso de la palabra tuviera mayoritariamente connotaciones eróticas. Discusiones entre historiadores han llevado a poner en duda todavía más aquello que puede denominarse como relación lésbica. Tal como han afirmado las feministas lésbicas, un componente sexual no es necesario para declararse lesbiana si sus principales y más estrechas relaciones son con mujeres. Cuando se consideran relaciones del pasado dentro de un contexto histórico adecuado, ha habido épocas en las que el amor y el sexo eran nociones separadas y no relacionadas. Además de las dificultades de esta cualificación, la sexualidad femenina, a menudo, no está representada de forma adecuada en textos y documentos. Hasta muy recientemente, mucho de lo que estaba documentado sobre la sexualidad femenina había sido escrito por varones, en el contexto de la comprensión masculina y relevante para las asociaciones de las mujeres con los varones, en su función de esposas, hijas o madres, por ejemplo. A menudo, las representaciones de la sexualidad femenina sugieren tendencias o ideas de forma poco precisa, dando a los historiadores pistas de lo extendida y aceptada que estaban las relaciones eróticas entre mujeres.

### Grecia antigua y Roma
La historia se analiza a menudo a través de las ideologías contemporáneas. La Antigua Grecia, como tema, gozó de gran popularidad entre las clases dominantes en la Gran Bretaña del siglo XIX. Basándose en sus prioridades sociales, los primeros estudiosos interpretaron la Antigua Grecia como una sociedad occidental, blanca y masculina, y básicamente quitaron a las mujeres cualquier importancia histórica. La vida social de las mujeres en Grecia tenía lugar casi exclusivamente entre mujeres, al igual que ocurría entre los varones. En este ambiente homosocial, las relaciones eróticas y sexuales entre varones eran comunes y están recogidas en la literatura, el arte y la filosofía. Aunque no existen prácticamente testimonios sobre la actividad homosexual entre mujeres, se especula sobre la existencia de relaciones similares a las masculinas entre mujeres adultas y jóvenes. El poeta Alcmán de Esparta empleó el término aitis, como la forma femenina de aites —que era la denominación oficial para el miembro más joven de una relación pederasta—. Aristófanes, en El banquete de Platón, menciona a las mujeres que aman a otras mujeres, pero usa el término trepesthai (estar centrado sobre) en lugar de eros, que era la palabra empleada para otras relaciones eróticas entre varones y entre varones y mujeres.
La historiadora Nancy Rabinowitz afirma que algunas pinturas en jarrones de figuras rojas de la Antigua Grecia mostrando a mujeres con sus brazos en torno al talle de otras mujeres o recostándose sobre el hombro de otras mujeres pueden ser interpretadas como una expresión de deseo romántico. Gran parte de la vida diaria de las mujeres en la Grecia antigua es desconocida, específicamente la expresión de su sexualidad. Aunque los varones participaban en relaciones pederastas fuera del matrimonio, no hay indicios claros que a las mujeres les fuese permitido o que se apoyase que tuvieran relaciones homosexuales antes o durante el matrimonio, mientras cumpliesen con las obligaciones maritales. Las mujeres que aparecen en la cerámica griega están representadas con afecto y en las ocasiones en que las mujeres aparecen con otras mujeres, sus imágenes están erotizadas: bañándose, tocándose, con representaciones de consoladores cerca de la escena, a veces con imágenes que también se ven en representaciones de matrimonios heterosexuales o de seducción pederasta. No se sabe si estas representaciones surgen del observador o una representación exacta de la vida de las mujeres.
Las mujeres en la Antigua Roma estaban sometidas de forma similar a la definición masculina de la sexualidad. Según estudios modernos, se cree que los varones veían la homosexualidad femenina con hostilidad. Se cree que consideraban a las mujeres que tenían relaciones sexuales con otras mujeres como rarezas de la naturaleza que intentarían penetrar a mujeres — y a veces también a varones — con sus clítoris «monstruosamente aumentados». Según el estudioso James Butrica, el lesbianismo «no solo desafiaba la visión de sí mismo del varón como dador exclusivo de placer sexual, sino que también desafiaba los fundamentos básicos de la cultura Romana dominada por los varones». No existe documentación histórica sobre mujeres que tuviesen como compañeras sexuales a otras mujeres.

### Edad Media

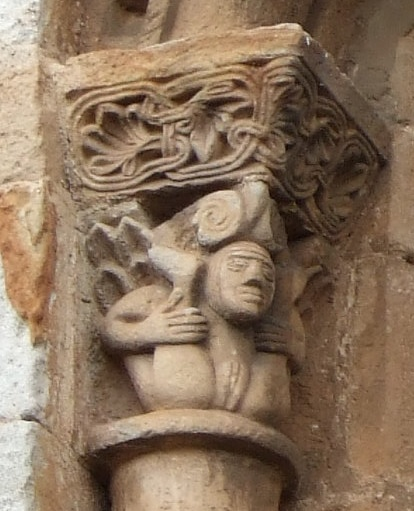
Capitel de una ventana del ábside de la Colegiata de Cervatos,. La sensibilidad medieval era muy distinta de la actual.

En la Edad Media europea, la condición homosexual fue reprimida y ocultada. Por lo tanto es difícil encontrar casos y datos con referencias históricas sobre relaciones erótico-amorosas entre mujeres. Las principales fuentes son los archivos eclesiásticos (sermones, homilías, encíclicas, concilios, catecismos) y jurídicos (procesos judiciales, denuncias, sentencias). Los Concilios de París (1212) y de Ruan (1214) prohibían a las monjas, a fin de evitar la tentación, dormir juntas y se exigía que una lámpara ardiese toda la noche en los dormitorios.
Hasta época reciente se creía que el lesbianismo había sido ignorado por las leyes civiles medievales. Estudios más modernos tienden a desmentir el hecho, a pesar de que todavía es necesaria mucha más investigación. La primera ley civil que condenaba el lesbianismo fue el código de Orléans, el Li Livres de jostice et de plet (1260):

Feme qui le fet doit à chescune foiz perdre membre, et la tierce doit estre arsse.
Mujer que lo hace debe perder cada vez un miembro y a la tercera deber ser quemada.
Li Livres de jostice et de plet (1260)

Sin embargo, sería Cino da Pistoia quien en 1314, con la publicación de su Comentario, interpretaría por primera vez el derecho romano de forma condenatoria para el lesbianismo. Da Pistoia interpretó una oscura ley de Diocleciano y Maximiano, la Lex foedissiman de 287 d. C., que condenaba la prostitución y las mujeres libertinas, para condenar a las mujeres que tienen relaciones con otras mujeres. En 1400 Bartolomeo de Saliceto retoma esta interpretación de la Lex foedissiman para condenar el lesbianismo con la pena de muerte. Las Lecturas de Saliceto se convertirían en una referencia para toda Europa, cuya legislación se basaba en la romana, hasta el siglo XVIII. En general, se han encontrado pocos casos en los que se aplicaran estas leyes y no parece que existiera una persecución generalizada.
El lesbianismo aparece también en la literatura, aunque sea de forma muy escasa. En el Cancionero de la Biblioteca Vaticana se encuentra la siguiente cantiga de escarnio:

Mari'Mateu, ir-me quer'eu d'aquem,
porque non poss'un cono baratar;
alguien que mh'o daria non o tem,
e alguem que o tem non mh'o quer dar;
  Mari'Mateu, Mari'Mateu,
  tan desejosa ch'es de cono com'eu!
 
E foi deus ja de conos avondar
aquí outros que o non am mester,
e ar fezer muyto desejar
a min e ty, pero que ch'és molher;
  Mari'Mateu, Mari'Mateu,
  tan desejosa ch'es de cono com'eu!
Mari'Mateu, irme quiero de aquí
porque no puedo un coño negociar;
alguien que me lo daría no lo tiene,
y alguien que lo tiene no me lo quiere dar;
  Mari'Mateu, Mari'Mateu,
  ¡tan deseosa de coño como yo!
 
E hizo Dios de coños abundar
aquí otros que no lo tienen menester,
y hacerlo mucho desear
a mí y a ti, pero que eres mujer;
  Mari'Mateu, Mari'Mateu,
  ¡tan deseosa de coño como yo!
Afonso de Cotom, Cancionero Vaticano, Cántiga n.º 1115

### Europa moderna

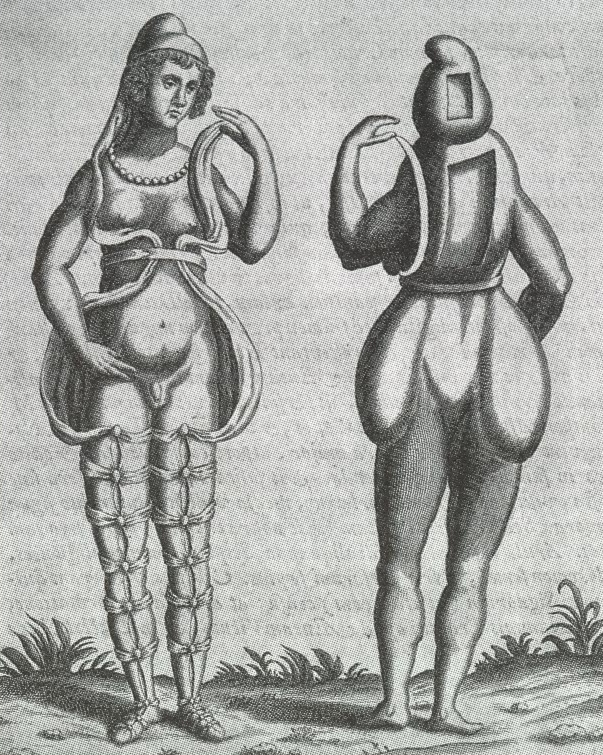
El lesbianismo y el hermafroditismo, mostrados en este grabado de hacia 1690, eran conceptos muy similares durante el renacimiento.

La homosexualidad femenina no recibió a lo largo de la historia el mismo tipo de respuesta negativa de las autoridades religiosas o criminales como la homosexualidad masculina o el adulterio. Mientras que la sodomía entre varones, entre varones y mujeres y entre varones y animales era condenada a muerte en prácticamente todos los países de Europa, en muchos el reconocimiento del contacto sexual entre mujeres era prácticamente inexistente en los textos médicos y legales, como era el caso en Gran Bretaña. En España, Italia y el Sacro Imperio, la sodomía entre mujeres (habitualmente, el uso de instrumentos fálicos para la penetración) estaba incluida entre los actos considerados contra natura y castigables con la hoguera.
En España está documentado un caso de principios del siglo XVII en el que dos mujeres conocidas como Las Cañitas fueron juzgadas por la Inquisición Española en Salamanca por «bujarronas» —según la expresión utilizada por el tribunal—. En el acta se especificaba que «trataba la una a la otra con un artificio de caña en forma de natura de hombre». Halladas culpables fueron azotadas y condenadas al destierro, aunque años más tarde llegó el perdón real.
Sin embargo, el homoerotismo femenino era tan común en la literatura y el teatro ingleses que los historiadores han sugerido que estuvo de moda durante algún tiempo en el Renacimiento. Una consecuencia de la Masacre neerlandesa de sodomitas de 1731-1732, fue el comienzo de la persecución de las lesbianas en los Países Bajos. De 1731 a 1811, fecha de la introducción del código penal francés, solo en Ámsterdam, se juzgó a 23 mujeres por ese delito.
Las ideas sobre la sexualidad femenina estaban unidas a la comprensión contemporánea de la fisiología femenina. La vagina era considerada una versión cóncava del pene; donde la perfección natural creó al varón, se pensaba a menudo que la naturaleza intentaba corregirse, convirtiendo la vagina en un pene en algunas mujeres. Es el caso de Juan Huarte de San Juan, médico y psicólogo español cuyo Examen de ingenios para las ciencias tuvo una influencia considerable en toda Europa. Huarte opinaba que si un feto masculino era sometido al frío, sus genitales se retraerían para convertirse en una vagina, creando a una niña fisiológicamente femenina, pero psicológicamente masculina. Más tarde se pensó que estos eran casos de hermafroditismo, que se convirtió en sinónimo del deseo homosexual femenino. La consideración médica del hermafroditismo dependía de las mediciones del clítoris; se pensaba que las mujeres usaban este clítoris más largo y protuberante para penetrar a otras mujeres. La penetración era el principal foco de preocupación en todos los actos sexuales y una mujer de la que se consideraba que tenía un deseo incontrolable debido a su gran clítoris era llamada tríbade (literalmente, «frotadora»). No solo eran los clítoris grandes los que se creía que producían deseos en algunas mujeres, lo que las llevaba a masturbarse, sino que algunos panfletos advertían a las mujeres que la masturbación podía producir estos clítoris aumentados. Durante algún tiempo, la masturbación femenina y el sexo lésbico fueron sinónimos.
Las diferencias de clase pasaron a estar relacionadas con el lesbianismo cuando la moda del homoerotismo pasó. Las tríbades eran consideradas a la vez miembros de las clases más bajas, tratando de corromper a mujeres virtuosas, y representantes de una aristocracia arruinada por el libertinaje. Los escritores satíricos comenzaron a sugerir que sus rivales políticos (o más a menudo sus esposas) eran tríbades para arruinar su reputación. Por ejemplo, existían rumores de que Ana I de Gran Bretaña tenía un apasionado romance con Sarah Churchill, que se convirtió en duquesa de Marlborough gracias a su proximidad con la reina. Cuando Churchill fue desbancada como la favorita de la reina, la misma Churchill esparció rumores de que la reina tenía relaciones con sus damas de compañía. También hubo rumores sobre María Antonieta durante algunos meses entre 1795 y 1796, y sobre la reina María Carolina, hermana de la anterior y esposa del rey Fernando I de las Dos Sicilias, de la que se decía que era amante de lady Emma Lyon.

### Esposos femeninos

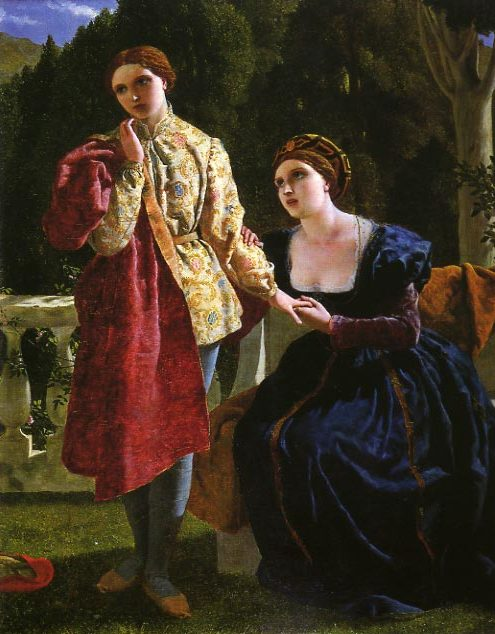
La confusión del sexo fue un recurso dramático muy popular en los siglos XVI y XVII, como esta escena de Noche de reyes de Shakespeare, pintada por Frederick Pickersgill.

El hermafroditismo había aparecido en la literatura médica tan a menudo que se consideraba conocimiento común, aunque los casos eran raros. Los elementos homoeróticos en la literatura eran muy frecuentes, específicamente la confusión de un sexo por otro para engañar y seducir a una mujer inocente. Quizás el ejemplo más extraordinario de la literatura en español sea el que aparece en Los siete libros de la Diana del portugués Jorge de Montemayor. En la escena, Ismenia es un varón que se hace pasar por una mujer vestida de varón que enamora a una pastora. Aunque Ismenia sea un varón, la pastora no lo sabe y a pesar de ello acepta el cortejo, los besos y arrumacos. Este tipo de recurso dramático fue muy común en España durante el Siglo de Oro, como muestran las obras Don Gil de las calzas verdes (1615) de Tirso de Molina o Las manos blancas no ofenden de Calderón de la Barca. En Inglaterra estos papeles se llamaban breeches role y fueron empleados con frecuencia por autores teatrales, como Shakespeare en su Noche de reyes (1601) o Edmund Spenser en The Faerie Queene (1590).
Existen casos documentados excepcionales de mujeres renacentistas que tomaron el papel de varones sin ser detectadas durante años o décadas. Si eran descubiertas, los castigos iban desde la muerte, un tiempo en la picota, hasta simplemente ser castigadas a llevar ropa de mujer. Uno de los casos más conocidos es el de Catalina de Erauso, que incluso llegó a conseguir permiso papal para vestir de varón. En 1746, Henry Fielding escribió un panfleto titulado The Female Husband («El marido femenino»), basado en la vida de Mary Hamilton que se casó con diferentes mujeres en tres ocasiones y fue condenada a latigazos públicos. Ejemplos similares son los de Catharine Linck en Prusia en 1717, ejecutada en 1721; y la suiza Anne Grandjean, que se casó y se trasladó a Lyon, pero fue denunciada por una mujer con la que había tenido una aventura amorosa anteriormente y sentenciada al cepo y a la cárcel. La tendencia de la reina Cristina de Suecia a vestir de varón era bien conocida en su época y excusada por su noble cuna; fue criada como un varón y en la época se especulaba con que fuese un hermafrodita. Incluso después de que abdicase del trono en 1654 para evitar el matrimonio, le son conocidos relaciones amorosas con otras mujeres.
Algunos historiadores contemplan los casos de mujeres travestidas como manifestaciones de mujeres que se reclaman un poder que naturalmente no hubiesen podido disfrutar vestidas de mujeres o como su forma de racionalizar su deseo por otras mujeres. Lillian Faderman afirma que la sociedad occidental se sentía amenazada por las mujeres que rechazaban su papel femenino. Las mujeres que eran acusadas de usar consoladores, como dos monjas españolas del siglo XVI, ejecutadas por usar instrumentos materiales, eran castigadas más severamente que aquellas que no usaban elementos de penetración. Existen documentos sobre dos matrimonios entre mujeres en Cheshire, Inglaterra en 1707 (entre Hannah Wright y Anne Gaskill) y 1708 (entre Ane Norton y Alice Pickford), sin ningún comentario sobre el hecho de que ambas partes fuesen femeninas. Informes de clérigos con estándares laxos que realizaron bodas y más tarde escribieron sobre sus sospechas de que el marido era una mujer continúan apareciendo hasta finales del siglo siguiente.
Fuera de Europa, las mujeres pudieron vestir de varones y pasar inadvertidas durante largo tiempo. Deborah Sampson luchó en la Revolución estadounidense como un varón, bajo el nombre de Robert Shurtleff, teniendo relaciones con mujeres. Edward De Lacy Evans nació como mujer en Irlanda, pero tomó un nombre masculino en un viaje a Australia, viviendo 23 años como varón en Victoria, casándose en tres ocasiones. Percy Redwood produjo un escándalo en Nueva Zelanda en 1909 cuando se descubrió que era Amy Bock, que se había casado con una mujer de Port Molyneaux; los periódicos discutían si se trataba de un signo de locura o de un defecto inherente de carácter. En España, en 1901, Marcela Gracia Ibeas y Elisa Sánchez Loriga se casaban en la iglesia de San Jorge en La Coruña, con Sánchez Loriga adoptando el papel masculino; aunque el matrimonio no se llegó a anular, ambas tuvieron que huir a Argentina al ser perseguidas por la justicia.

### Reexaminando la amistad romántica

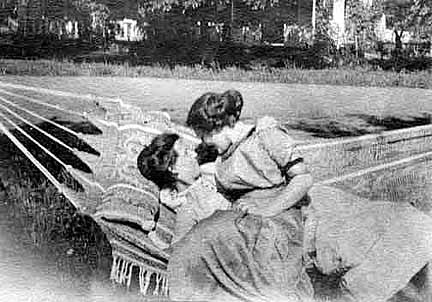
Intimidad entre mujeres estuvo de moda entre los siglos XVII y XIX, aunque la sexualidad era admitida públicamente en contadas ocasiones.

Entre los siglos XVII a XIX, estaba de moda que las mujeres expresasen amor apasionado entre sí, siendo este hecho aceptado e incluso fomentado. Estas relaciones se llamaban amistades románticas o sentimentales y eran muy comunes en los Estados Unidos y Europa. Estas amistades están documentadas con una gran cantidad de correspondencia escrita por mujeres. El que este tipo de relaciones incluyeran un contacto físico sexual no era algo discutido públicamente, pero las mujeres podían formar relaciones estrechas y exclusivas y seguían siendo consideradas virtuosas, inocentes y castas; una relación similar con un varón hubiese arruinado su reputación. De hecho, estas relaciones eran fomentadas como una alternativa y como un ejercicio previo al matrimonio.
En el mundo hispano se pueden rastrear amistades románticas entre mujeres desde el siglo XVII, como la de María de Zayas y Sotomayor, novelista, y Ana de Caro, dramaturga y ensayista. Ambas vivían juntas en Madrid, ganando su sustento como escritoras, sin depender de ningún varón. Pero quizás las más conocidas son las formadas por Sor Juana Inés de la Cruz y las virreinas Leonor Carreto de Toledo, marquesa de Mancera, y María Luisa Manrique de Lara y Gonzaga, marquesa de la Laguna de Camero Viejo, a las que dedicó encendidos poemas. A María Luisa Manrique de Lara le dio los sobrenombres de Lisi, Lísida, Fili o Filis.

Yo, pues, mi adorada Filis,
que tu deidad reverencio,
que tu desdén idolatro
y que tu rigor venero:
[...]
Ser mujer, ni estar ausente,
no es de amarte impedimento;
pues sabes tú que las almas
distancia ignoran y sexo.
op.cit. Villena p. 108

En Francia el caso más conocido quizás sea el de madame de Staël, quien, a pesar de sus varios matrimonios, mantenía una intensa amistad con mademoiselle Juliette Récamier:

Eres lo primero en mi vida. Cuando te vi, me pareció que ser amada por ti sería como ser una con el destino. Me bastaría si pudiera verte. Tu eres la reina de mi corazón, dime que nunca me harás daño; precisamente ahora tendrías en tu mano hacerme terriblemente daño.
Adiós, mi amada y adorada. Te abrazo en mi corazón. Mi ángel, dime al final de tu carta: te amo. El sentimiento que tendré al leer esas palabras me hará creer que te estoy abrazando.
op.cit. Feustel p. 71

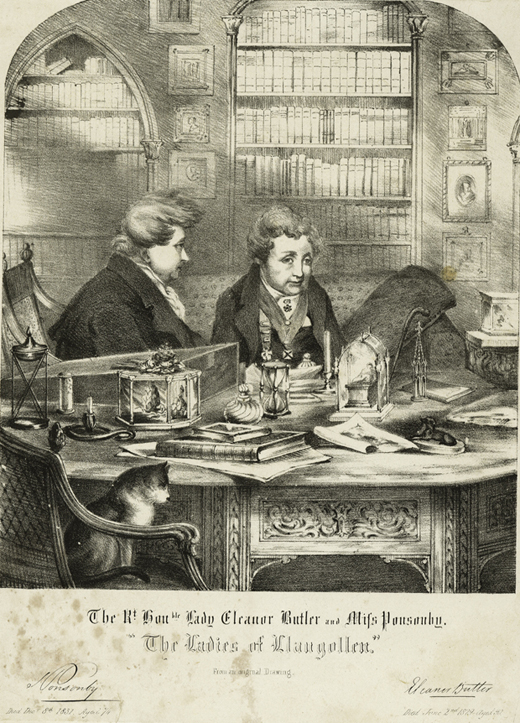
Eleanor Butler y Sarah Ponsonby tuvieron una relación que fue considerada devota y virtuosa, después de fugarse de Gales y vivir 51 años juntas.

En el Reino Unido también eran muy frecuentes este tipo de amistades. En 1709 Lady Mary Wortley Montagu escribía a Anne Wortley que «nadie era tan completamente y sinceramente tuya [...] no creo posible que un hombre sea tan sincero como yo». La poetisa Anna Seward tuvo una profunda amistad con Honora Sneyd, a la que dedicó multitud de poemas. También Mary Wollstonecraft, escritora y filósofa, estuvo relacionada con otra mujer llamada Fanny Blood. La primera novela de Wollstonecraft, Mary: A Fiction, en parte trataba de su relación con Fanny Blood. Quizás la amistad romántica más conocida en el Reino Unido fuera la que unió a Eleanor Butler y Sarah Ponsonby, llamadas las señoritas de Llangollen. Butler y Ponsonby se fugaron en 1778, para alivio de la familia de Ponsonby (preocupada por su reputación, de haberse fugado con un varón), para vivir juntas en Gales durante 51 años, siendo consideradas «excéntricas». Su historia fue considerada «el epítome de las amistades románticas virtuosas» e inspiró la poesía de Anna Seward y Henry Wadsworth Longfellow. La diarista Anne Lister, cautivada por Butler y Ponsonby, relató sus relaciones con mujeres entre 1817 y 1840, usando lenguaje codificado en parte para ofrecer detalles de sus relaciones sexuales con Marianna Belcombe y Maria Barlow. Tanto Lister como Eleanor Butler eran consideradas masculinas en escritos contemporáneos y, aunque existían sospechas sobre la naturaleza sáfica de estas relaciones, aun así éstas fueron alabadas en la literatura.
En Estados Unidos las amistades románticas más intensas solían llamarse «matrimonios de Boston». La poetisa Emily Dickinson escribió más de 300 cartas y poemas a Susan Gilbert, quien más tarde se convirtió en su cuñada, y estuvo envuelta en otra amistad romántica con Kate Scott Anthon. Anthon rompió su relación el mismo mes en que Dickinson decidió aislarse para el resto de su vida. En Hartford, Connecticut, dos mujeres negras nacidas libres, Addie Brown y Rebecca Primus, dejaron rastros de su amor en cartas: «Ningunos besos como los tuyos». En Georgia, Alice Baldy escribía a Josie Varner en 1870, «¿Sabes que si me tocas o me hablas, no hay un nervio en mi cuerpo que no responda con un estremecimiento de placer?».
Hacia principios del siglo XX el desarrollo de la educación superior abrió muchas posibilidades a las mujeres. En el Reino Unido, en ambientes completamente femeninos, se desarrolló una cultura de búsqueda de romance en los colegios femeninos. Las estudiantes mayores hacían de mentoras de las más jóvenes, les hacían visitas sociales, las llevaban a bailes de mujeres y les enviaban flores, tarjetas y poemas que declaraban su amor eterno. Se escribía sobre estos llamados smash (choque, golpe) o spoon (cuchara) de forma bastante franca en historias para muchachas que aspiraban a entrar en la universidad, en publicaciones como Ladies Home Journal, una revista infantil llamada St. Nicholas y la colección Smith College Stories, sin ninguna crítica. Lealtad, devoción y amor duradero eran partes de estas historias y los actos sexuales, más allá de un beso, estaban siempre ausentes. Las mujeres que tenían la posibilidad de estudiar una carrera en lugar de casarse se llamaban a sí mismas nuevas mujeres y se tomaban esta posibilidad muy en serio. Faderman denomina a este periodo como «el último soplo de inocencia» antes de 1920, cuando las caracterizaciones del afecto femenino se conectan con la sexualidad, marcando a las lesbianas como un grupo único y a menudo poco favorecido. De forma específica, Faderman relaciona el aumento de la independencia de la mujer y el comienzo del rechazo de los roles estrictamente prescritos de la era Victoriana con la designación científica del lesbianismo que implicaba un tipo de comportamiento sexual aberrante.

## Oriente, África y América

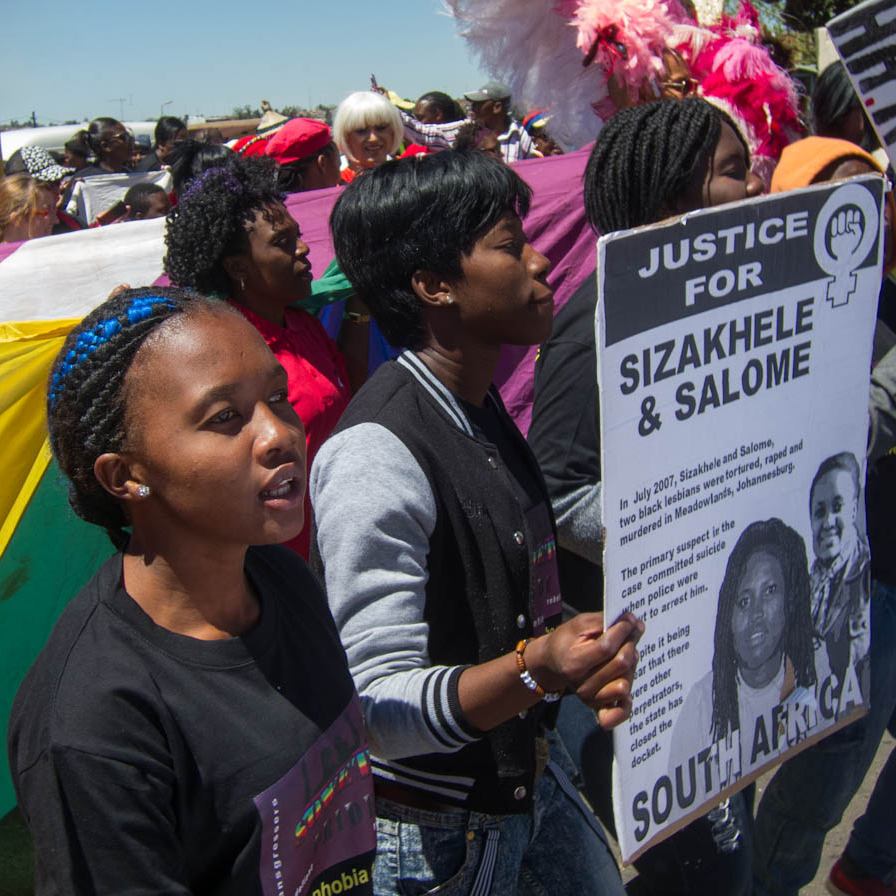
Protestas ciudadanas en Sudáfrica (2012).

Mientras el comportamiento homosexual femenino puede estar presente en todas las culturas, el concepto de lesbiana como mujer que se junta exclusivamente con otras mujeres no lo está. La actitud frente al comportamiento homosexual femenino depende del rol de la mujer en cada sociedad y de la definición que cada cultura hace del sexo.

### Oriente Medio y Próximo
Las mujeres de Oriente Medio y Próximo han estado históricamente segregadas de los varones. En los siglos VII y VIII algunas mujeres extraordinarias vestían con ropas masculinas, cuando los roles de cada sexo eran menos estrictos, pero los roles sexuales que acompañaban a las mujeres europeas no estaban asociados a las mujeres islámicas. En la corte califal de Bagdad había mujeres que vestían ropas de varón, incluyendo vello facial falso, aunque competían unas con otras por obtener la atención de los varones. Las mujeres muy inteligentes, según los escritos del siglo XII de Sharif al-Idrisi, tenían una mayor probabilidad de ser lesbianas; su poder intelectual las ponía en una posición más a la par con los varones. Algunas mujeres de al-Ándalus privilegiadas tenían acceso a la educación y en dos antologías modernas de poesía femenina de aquella época, de Teresa Garulo y de Maḥmud Subḥ, el amor entre mujeres aparece tratado con normalidad.
Las relaciones entre las mujeres que vivían en los harenes y los temores de que las mujeres tuvieran relaciones íntimas en los baños turcos fueron expresados en los escritos de varones. Las mujeres, sin embargo, guardaban mayoritariamente silencio y los varones rara vez hablaban de relaciones lésbicas. No está claro que las pocas veces que el lesbianismo es mencionado en la literatura sea una representación histórica exacta o si más bien servía de fantasía a los varones.
Un tratado de 1978 sobre la represión en Irán afirmaba que las mujeres eran silenciadas por completo: «En toda la historia de Irán, [a ninguna mujer] se le ha permitido hablar sobre estas tendencias [...] Admitir deseos lésbicos sería un crimen inaceptable». Aunque los autores de Islamic Homosexualities («Homosexualidades islámicas») afirmaban que esto no implica que las mujeres no pudieran tener relaciones lésbicas, una antropóloga lesbiana visitó en 1991 Yemen e informó que en la ciudad que visitó las mujeres no eran capaces de entender su relación romántica con otra mujer. De las mujeres de Pakistán se espera que se casen con un varón; aquellas que no lo hacen son marginadas e ignoradas socialmente. Las mujeres, sin embargo, pueden tener relaciones íntimas con otras mujeres mientras cumplan con sus deberes conyugales, mantengan sus asuntos privados con discreción y la mujer con la que están involucradas esté relacionada de alguna forma lógica o sea de la familia.

### América indígena y precolombina
Tras el primer encuentro de los conquistadores europeos con el continente americano, se comienza un registro a modo de crónica sobre el comportamiento de los nativos, siendo la sexualidad uno de los aspectos que más escandaliza. En estos textos se menciona la sodomia foeminarum, lo cual representa una prueba fehaciente de la existencia de prácticas homosexuales en varias etnias del continente americano. Puntualmente, el jesuita Pêro Correa escribe:

Hay aquí muchas mujeres que realizan oficios de hombres y tienen otras mujeres con las que están casadas
Pêro Correa, 1551.

Hacia 1576, Pêdro de Magalhães de Gândavo se refiere a relaciones homosexuales de mujeres tupinambás

Algunas indias de esta región juran y prometen castidad y así no se casan ni conocen hombre de ninguna calidad, ni lo consentirán aunque por eso las maten. Estas dejan todas las actividades de mujeres e imitan a los hombres y realizan sus oficios como si no fuesen mujeres. Traen el cabello <cortado como los machos, van a la guerra y de cacería con arcos y flechas ... y cada una tiene una mujer a su servicio y que le hace de comer como si estuviesen casadas.
Pêro de Magalhães de Gândavo, 1576.

Durante el siglo XVIII otros europeos, misioneros y exploradores describían a personas del tercer sexo como berdaches, tanto en los casos femeninos como masculinos. Para las mujeres específicamente, se relata que vestían ropas de hombre y participaban en actividades guerreras, de caza y otras que su cultura consideraba masculinas, como la confección de armas; pero además tenían esposas o compañeras duraderas. Los zuñi llaman a las mujeres que toman el rol masculino katsotse y los mojave les dan el nombre de hwame. Estos roles transgénero tienen menos que ver con la sexualidad que con la espiritualidad y la ocupación. Las relaciones entre «dos espíritus» femeninos y mujeres que no son transgénero se consideran como de «heterogénero».

### África
Los roles transgénero y los matrimonios entre mujeres también han sido documentados en más de treinta sociedades africanas. Las mujeres se pueden casar con otras mujeres, criar sus hijos y ser consideradas generalmente como varones en sociedades de Nigeria, Camerún y Kenia. Los hausas de Sudán poseen un término similar al de lesbiana, kifi, que también se puede aplicar a varones, con el significado de «ninguna de las partes insiste en un rol sexual particular». Cerca del río Congo, entre los nkundo, una mujer que participa en una relación emocionalmente fuerte o sexual con otra mujer es conocida como yaikya bonsángo («una mujer que se aprieta contra otra mujer»). Las relaciones lésbicas también son conocidas en las sociedades matriliniales de Ghana entre los pueblos akan. En Lesoto, mujeres realizan lo que se considera habitualmente en Occidente como sexo: se besan, duermen juntas, frotan sus genitales y mantienen relaciones exclusivas. Pero como las personas en Lesoto creen que para que exista sexo es necesario un pene, no consideran este comportamiento sexual, ni las mujeres se consideran lesbianas.
La colonización de África tuvo como resultado un cambio de valores; la sexualidad aborigen pasó de considerarse fluida y dinámica, a binaria y fijada de por vida. Tras la colonización, algunas mujeres que se identificaban como lesbianas fueron sometidas a violaciones con la idea de que el sexo con varones podía «curar» el lesbianismo. A pesar del cambio de paradigma, el gobierno de Sudáfrica fue el primero del mundo que prohibió la discriminación basada en la orientación sexual en su constitución. Además, Sudáfrica fue el primer país africano (y quinto del mundo) en legalizar el matrimonio entre personas del mismo sexo.

### Asia
China, antes de su occidentalización, era una sociedad en las que los varones y las mujeres vivían separados. Históricamente, la cultura china no reconoce el concepto de orientación sexual, o un marco que divida a las personas basándose en la atracción por otras personas del mismo sexo o del opuesto. Aunque existía una cultura significativa rodeando al varón homosexual, no había ninguna para la mujer. Fuera de sus obligaciones de dar hijos a su marido, se consideraba que las mujeres no tenían ninguna sexualidad. Esto no significa que las mujeres no pudiesen mantener relaciones con otras mujeres, sino que ese tipo de relaciones no podía ponerse por delante de las relaciones con varones. Una de las escasas referencias al lesbianismo ha sido transmitida por Ying Shao, que llama a las relaciones homosexuales entre mujeres de la corte imperial, que se comportaban como marido y mujer, dui shi (comida en pareja). Las asociaciones de la orquídea dorada en el sur de China se mantuvieron hasta el siglo XX y realizaban matrimonios entre mujeres a las que se les permitía adoptar a niñas. La occidentalización trajo nuevas ideas, entre ellas, la que decía que todo comportamiento sexual que no resultase en reproducción era aberrante. La libertad que conllevaba un empleo en las fábricas de seda a partir de 1865 permitió a algunas mujeres convertirse en tzu-shu nii (que nunca se casan) y vivir en comunidad con otras mujeres. Otros chinos las llamaban sou-hei (que se peinan a sí mismas) porque adoptaban el peinado de las mujeres casadas. Estas comunas desaparecieron a causa de la Gran Depresión y fueron desalentadas por el gobierno comunista como una reliquia de la China feudal. En la sociedad contemporánea china, tongzhi (mismo fin o espíritu) es el término usado para referirse a los homosexuales; la mayoría de las chinas prefieren no clasificarse con más detalle como lesbianas.
En Japón, en la década de 1920, se empleaba la palabra rezubian como equivalente de «lesbiana». La occidentalización trajo más libertad a las mujeres y permitió a algunas japonesas llevar pantalones. La palabra tomboy («marimacho») es empleada en las Filipinas, sobre todo en Manila, para denominar a las mujeres que son masculinas. Las mujeres virtuosas de Corea colocan sus prioridades en la maternidad, la castidad y la virginidad; fuera de estos aspectos, muy pocas mujeres son libres de expresarse a través de la sexualidad, aunque existe una creciente organización lésbica llamada Kkirikkiri. El término pondan es usado en Malasia para denominar a los varones gais, pero, como no existe un contexto histórico de referencia para lesbianas, el término también es empleado para las mujeres homosexuales. Al igual que en muchos países asiáticos, la homosexualidad masculina pública es reprimida a muchos niveles, de forma que los malasios llevan doble vida. Una mención del siglo XIV de una pareja lésbica que tuvieron un hijo tras hacer el amor, recogida en un texto de la India, es una excepción al silencio general sobre la homosexualidad femenina. Esta invisibilidad desapareció con el estreno de la película Fire en 1996, lo que provocó ataques en algunos cines por parte de fanáticos. Los términos para nombrar a los homosexuales son rechazados a menudo por los activistas indios, por ser el resultado de una influencia imperialista, pero la mayoría del discurso sobre la homosexualidad se centra en los varones. Los grupos de defensa de los derechos de la mujer en la India continúan debatiendo si es legítimo incluirlos asuntos lésbicos en sus plataformas, ya que la información sobre la homosexualidad femenina es suprimida a menudo.

## Demografía

### Informe Kinsey
El más amplio de los primeros estudios sobre homosexualidad femenina lo llevó a cabo el Instituto Kinsey para la investigación sexual, que publicó un informe en profundidad sobre las experiencias sexuales de las mujeres en 1953. Alfred Kinsey y sus colaboradores entrevistaron a más de 8000 mujeres plasmando los resultados en el libro Comportamiento sexual de la mujer, segundo tomo del conocido popularmente como Informe Kinsey. El tratamiento objetivo por el informe de la homosexualidad como una forma más de comportamiento sexual humano fue revolucionario para la época. Antes de este estudio solo los médicos y los psiquiatras habían estudiado el comportamiento sexual, y casi siempre los resultados habían sido interpretados desde un punto de vista moral.

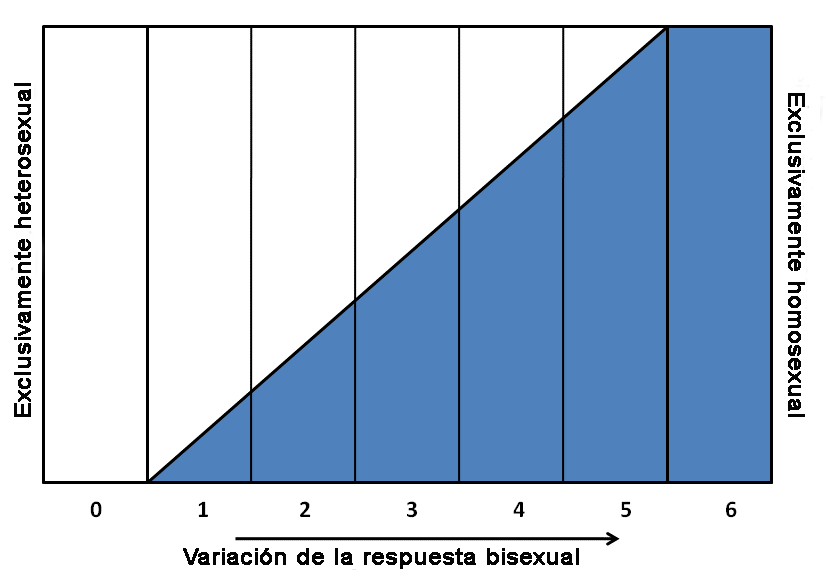
La escala Kinsey establece una gradación en la orientación sexual, con varios grados de bisexualidad, indicándose en azul la proporción de prácticas homosexuales.

Kinsey publicó que el 28 % de las mujeres se habían sentido atraídas sexualmente por otra mujer, y el 19 % habían tenido algún contacto sexual con otra mujer. De las que habían tenido contacto sexual con otra mujer, entre la mitad y dos tercios habían tenido un orgasmo. Las mujeres solteras tenían una tasa mayor de contactos sexuales con otras mujeres, seguidas de las mujeres viudas, divorciadas o separadas. La tasa más baja la presentaban las mujeres casadas; entre estas, las que habían mantenido experiencias homosexuales anteriores informaban que se habían casado para terminar con esas actividades. La mayoría de las mujeres que afirmaban haber tenido prácticas homosexuales las habían experimentado menos de diez veces y un 51 % solo con una pareja. Las mujeres con educación universitaria tenían las tasas de experiencias homosexuales más altas, seguidas por las mujeres con educación secundaria; la prevalencia más baja estaba en las mujeres con educación primaria (inferior al 8.º grado).
Kinsey estableció una escala para representar la orientación sexual de las personas, en la que el 0 representaba una persona exclusivamente heterosexual, el 6 a una persona exclusivamente homosexual, y los números entremedias correspondían a los distintos gradientes en la prevalencia de prácticas sexuales con ambos sexos. El 6 % de las entrevistadas se encuadraron en el 6, exclusivamente homosexuales, y el 71 % se asignaron al 0, exclusivamente heterosexuales. De los demás grados el más común fue el 1 (15 %), mujeres predominantemente heterosexuales que alguna vez habían mantenido algún contacto lésbico. Aunque el informe Kinsey remarcaba que la clasificación describía un periodo de la vida de la persona y que la orientación podría cambiar. El muestreo sobre el que se basó el informe recibió críticas por sobrerepresentar a las mujeres con comportamientos homosexuales, por lo que las cifras exactas no son aceptadas por todos investigadores posteriores.

### Informe Hite
En 1976, veintitrés años después, la sexóloga Shere Hite publicó otro informe de un estudio realizado sobre una encuesta realizada a 3019 mujeres, bajo el título The Hite Report (el informe Hite). Las preguntas del cuestionario de Hite se diferenciaron de las de Kinsey en que se centraban más en cómo se identificaban las propias mujeres, o qué preferían más que en lo que habían experimentado. Las encuestadas por Hite indicaron que el 8 % prefería el sexo con mujeres y el 9 % contestó que se identificaban como bisexuales o que habían tenido experiencias sexuales tanto con varones como con mujeres y negaban tener una preferencia. Las conclusiones de Hite se basan más en los comentarios de las encuestadas que en los datos cuantificables. Encontró sorprendente que muchas mujeres que no habían tenido experiencias lésbicas indicaran que estaban interesadas en el sexo con otras mujeres, particularmente porque no se hacía esa pregunta en el cuestionario. Hite encontró dos diferencias significativas entre las encuestadas con experiencias con varones, y las que las tenían con mujeres. Las primeras destacaban la importancia que le daban a la estimulación clitorídea, y las segundas la mayor implicación emocional y las respuestas orgásmicas. Como Hite realizó su estudio durante el auge del feminismo de los años 1970, ella misma admitió que algunas mujeres podrían haberse identificado como lesbianas por motivos políticos.

### Encuestas de población
Se estima que en EE. UU. las lesbianas representan el 2,6 % de la población, según una encuesta completada en el año 2000 del National Opinion Research Centers (Centros nacionales de investigación de opinión) sobre la actividad sexual de adultos que habían tenido experiencias homosexuales en el último año. Una encuesta sobre parejas homosexuales en EE. UU. muestra que entre 2000 y 2005, el número de personas que afirmaban tener relaciones homosexuales se había incrementado un 30 %, cinco veces la tasa de incremento de población de EE. UU. El estudio atribuye este salto a que la gente se siente más cómoda que antes autoidentificándose como homosexual ante el gobierno federal. El gobierno del Reino Unido no pide a sus ciudadanos que definan su sexualidad, pero estima que está entre el 5-7 %. El cálculo no diferencia a las lesbianas como lo hace el censo de EE. UU., incluyendo en él a gais, lesbianas y bisexuales. Encuestas de 2004 en Australia registraron una tasa de mujeres que se autodefinen como lesbianas o bisexuales de entre el 1,3 % y 2,2 % de la población total femenina.

## Lesbianas y sexualidad
La necesidad de existencia de una relación sexual física o sentimental entre mujeres para definir el lesbianismo sigue debatiéndose. Según la escritora feminista McCormick, la sexualidad femenina ha sido construida por los varones, para los cuales el principal indicador de la orientación sexual lésbica son las experiencias sexuales con otras mujeres, aunque no se exija la práctica sexual con varones para definir a una mujer como heterosexual. McCormick afirma que las conexiones emocionales, mentales e ideológicas con otras mujeres son tan importantes o más como la genital. Sin embargo, en los años 1980 un significativo movimiento rechazó la desexualización del lesbianismo realizada por las feministas, lo que causó una gran polémica denominada «guerras del sexo». Se retomaron los papeles butch y femme, aunque no de forma tan estricta como en los años 1950. A partir de los años 1990 el lesbianismo se convirtió en una forma optativa de expresar la propia sexualidad. Una vez más las mujeres se sintieron seguras para ser más aventureras, y la flexibilidad sexual se hizo más aceptable.

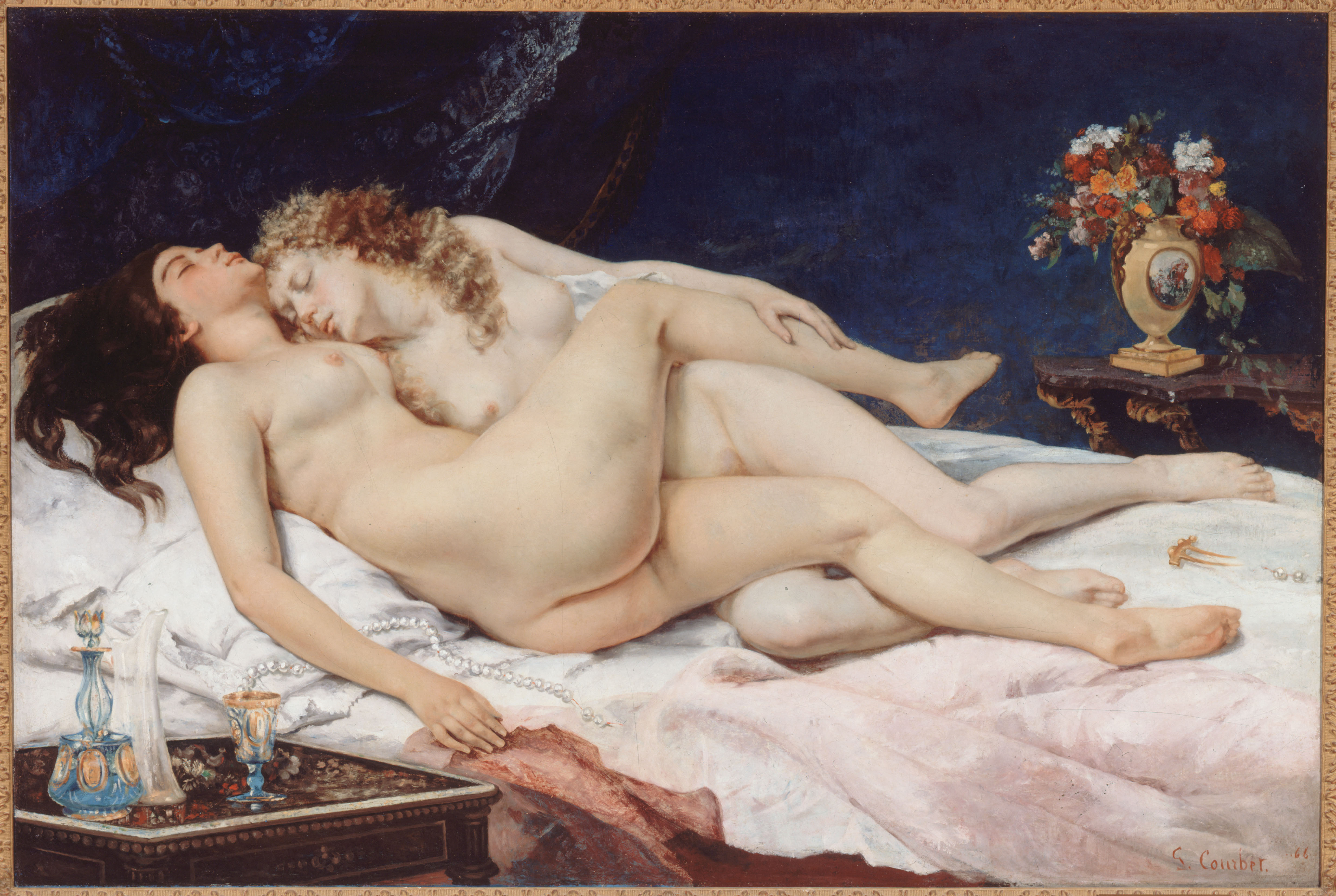
El sueño, de Gustave Courbet.

Uno de los tópicos que han centrado el debate sobre la sexualidad lésbica es un fenómeno descrito por la sexóloga Pepper Schwartz en 1983. Schwartz registró en un estudio que las parejas lésbicas de larga duración mantenían contactos sexuales con menos frecuencia que las parejas heterosexuales u homosexuales masculinas, denominando a este fenómeno muerte de la cama lésbica. Sin embargo, las lesbianas han discutido esta teoría por la definición que se hace en el estudio de contacto sexual, y apuntan que existen otros factores que unen a las parejas de mujeres más allá de la mera repetición de relaciones sexuales, como las conexiones más profundas existentes entre las mujeres que hacen que redundantes las relaciones sexuales frecuentes, la mayor fluidez sexual en las mujeres que causa que durante su vida se muevan entre la heterosexualidad, la bisexualidad y el lesbianismo numerosas veces durante sus vidas —o que incluso rechacen las etiquetas—. Posteriores argumentos señalan que el estudio tenía errores y no representaba de forma exacta el contacto sexual entre mujeres, o que desde 1983 la situación ha cambiado y ha aumentado el contacto sexual entre mujeres, ya que muchas lesbianas se sienten más libres para expresar su sexualidad.
Otros debates sobre género y orientación sexual atañen a cómo se denominan o se ven muchas mujeres. En las culturas occidentales se ha dado mayoritariamente por sentado que la heterosexualidad es una cualidad innata. Cuando una mujer pone en práctica su atracción sexual o romántica por otras mujeres puede experimentar una «crisis existencial» y muchas van más allá y adoptan la identidad de lesbiana, desafiando los estereotipos homosexuales de la sociedad, y aprenden a desenvolverse en la subcultura homosexual. Las lesbianas de las culturas occidentales generalmente comparten un sentido de identidad cultural similar al de las minorías étnicas, construido por experiencias discriminatorias parecidas y que han llevado a muchas lesbianas a rechazar los principios heterosexuales. Esta identidad es única y diferente a la de los varones gais y la de las mujeres heterosexuales, y frecuentemente crea tensión con las mujeres bisexuales. Algunos teóricos de la sociología han destacado que el comportamiento y la identidad no siempre coinciden, que hay mujeres que se definen como heterosexuales que mantienen relaciones sexuales con otras mujeres, mujeres que se autodenominan lesbianas pueden tener relaciones sexuales con varones, u otras que creían que tenían una orientación sexual inmutable que ha cambiado a lo largo del tiempo. Un artículo de 2001 sobre la identificación de las lesbianas en los estudios médicos sugiere su reconocimiento tanto por identidad como por comportamiento sexual. El artículo declina incluir el deseo o la atracción como método, ya que raramente ha sido mensurable como un asunto de salud o psicológico.

## Salud

### Física
En lo relativo a cuestiones médicas, a las lesbianas se las conoce como mujeres que se acuestan con otras mujeres (MAM) debido a los prejuicios y creencias acerca de la sexualidad de las mujeres, y debido también a la reticencia de las mujeres a la hora de relatar de manera exacta su historial sexual incluso a sus propios médicos. Muchas lesbianas que se autoidentifican como tales no van al médico porque no tienen relaciones heterosexuales y no requieren métodos anticonceptivos, factores principales a la hora de que las mujeres sexualmente activas busquen consultar a un ginecólogo. Por consiguiente, muchas lesbianas no se hacen regularmente la prueba de Papanicolaou. En Estados Unidos, el gobierno señala que algunas lesbianas no se hacen esta prueba al carecer de seguro de salud debido a que muchas empresas no lo ofrecen a las parejas de hecho.
La carencia de información médica en las MAM surge de la percepción por parte de los profesionales médicos y de algunas lesbianas de que tienen un riesgo menor de contraer una infección de transmisión sexual o distintos tipos de cáncer. Cuando las mujeres acuden a consulta, los profesionales médicos no llegan a tomar una historia médica completa. En un estudio reciente con 2345 lesbianas y mujeres bisexuales, solo el 9,3 % afirmaron que su médico ya les había preguntado acerca de su orientación sexual. Un tercio de ellas señalaba que creían que contar su historial sexual provocaría una reacción negativa, y el 30 % había recibido una reacción negativa por parte de su médico tras haberse identificado como lesbianas o bisexuales. El historial completo de un paciente ayuda a los profesionales médicos a identificar las áreas de mayor riesgo y corrige los prejuicios existentes sobre las historias personales de las mujeres. En una encuesta similar con 6935 lesbianas, el 77 % había tenido contactos sexuales con uno o más varones, y el 6 % había tenido ese contacto durante el año anterior.
Según el Departamento de Salud y Servicios Humanos de los Estados Unidos, las cardiopatías son la primera causa de muerte para las mujeres. Los factores de riesgo de las enfermedades del corazón incluyen la obesidad y el fumar, ambos más prevalentes en las lesbianas. Los estudios muestran que las lesbianas tienen una mayor masa corporal y en general están menos preocupadas por problemas de peso que las mujeres heterosexuales, y consideran con más frecuencia que las mujeres con índices de masa corporal más elevados son más atractivas. Las lesbianas tienden a ejercitarse más regularmente que las heterosexuales, y generalmente no por razones de estética, como las heterosexuales. Hace falta más investigación para determinar las causas específicas de la obesidad en las lesbianas.
La falta de diferenciación entre mujeres homosexuales y heterosexuales en los estudios médicos que tratan sobre la salud de las mujeres distorsiona los resultados para las lesbianas y para las que no lo son. Los informes sobre la prevalencia del cáncer de mama en lesbianas son inconcluyentes. Sin embargo, se ha determinado que el menor número de lesbianas que se hacen la prueba de Papanicolau hace más difícil detectar el cáncer de cérvix en sus etapas iniciales en ellas. Los factores de riesgo para desarrollar el cáncer de ovarios son más elevados en lesbianas que en heterosexuales, quizá porque muchas lesbianas no cuentan con factores protectores como el embarazo, el aborto, los métodos anticonceptivos o dar el pecho al bebé.
Algunas enfermedades de transmisión sexual se pueden transmitir entre mujeres, como el virus del papiloma humano (VPH) (en concreto, las verrugas genitales), tricomoniasis, sífilis y el virus del herpes simple (VHS). La transmisión de infecciones de transmisión sexual específicas entre mujeres depende del tipo de prácticas sexuales que hayan mantenido. Cualquier objeto que entre en contacto con las secreciones del cérvix, la mucosidad vaginal o el periodo menstrual, sean los dedos o un objeto penetrante, puede transmitir infecciones de transmisión sexual. El contacto oral con los genitales puede conllevar un mayor riesgo de contraer VHS, incluso en mujeres que no hayan tenido ninguna relación sexual previa con varones. La vaginosis bacteriana (VB) aparece con mayor frecuencia en las lesbianas, pero no está claro si la VB se transmite mediante el contacto sexual; aparece en mujeres célibes y en mujeres sexualmente activas. La VB frecuentemente aparece en las dos mujeres que componen la relación lésbica; un estudio reciente de mujeres con VB halló que el 81 % tenían parejas con VB. Las lesbianas no conforman una categoría separada en los datos de frecuencia de transmisión del VIH, aunque la transmisión es posible mediante las secreciones vaginales y cervicales. La mayor tasa de transmisión del VIH en lesbianas ocurre en las mujeres que participan en la toma de drogas por vía intravenosa o que tienen relaciones sexuales con varones bisexuales.

### Mental
Desde que la literatura médica comenzó a describir la homosexualidad, la pauta ha sido frecuentemente intentar encontrar una psicopatología inherente como su causa principal, siguiendo las teorías de Sigmund Freud. Aunque él consideraba que la bisexualidad era inherente a todo el mundo, y que la mayoría pasa por fases de atracción o experimentación homosexual, Freud atribuía la atracción exclusiva por personas del mismo sexo a un desarrollo detenido debido a un trauma o a conflictos paternos. Mucha literatura de la salud mental de los homosexuales se centraba en la depresión, abuso de sustancias y suicidio. Aunque estos problemas se dan en las lesbianas, el debate sobre sus causas sufrió un cambio al retirarse la homosexualidad del Manual diagnóstico y estadístico de los trastornos mentales en 1973. En su lugar, el ostracismo social, la discriminación legal, la internalización de estereotipos negativos y las estructuras de apoyo limitadas son factores que frecuentemente afectan de manera adversa la salud mental de los homosexuales en las sociedades occidentales. Las mujeres que se autodefinen como lesbianas informan sentirse significativamente distintas y aisladas durante la adolescencia; se ha citado que estas emociones aparecen de media a los 15 años en las lesbianas y a los 18 en mujeres que se autodefinen como bisexuales. En conjunto, las mujeres tienden a desarrollar el autoconcepto propio de manera interna o con otras mujeres con las que son íntimas. Las mujeres también limitan a quién divulgan su identidad sexual, y frecuentemente ven el ser lesbiana como una opción, al contrario que los varones gais, que son más abiertos y que consideran que ser gay es algo fuera de su control.
Los trastornos de ansiedad y la depresión son los problemas de salud mental más frecuentes para las mujeres. Las tasas de depresión en lesbianas son similares a las de mujeres heterosexuales, aunque el trastorno de ansiedad generalizada tiende a aparecer en mayor proporción en lesbianas y mujeres bisexuales que en mujeres heterosexuales. La depresión es un problema mucho más significativo en las mujeres que piensan que deben esconder su orientación sexual de sus amigos o familia, que experimentan conjuntamente discriminaciones por etnia o religión, o que soportan problemas de pareja sin un sistema de apoyo. Se ha comprobado que los estereotipos de los varones sobre la sexualidad femenina afectan a la forma en que las lesbianas perciben sus propios cuerpos. Los estudios muestran que los varones heterosexuales y las lesbianas tienen estándares diferentes de atractivo femenino. Las lesbianas que se ven a sí mismas según los modelos masculinos de belleza femenina pueden experimentar una baja autoestima, trastornos alimentarios y una mayor incidencia de depresiones. Más de la mitad de las encuestadas en un estudio de 1994 sobre problemas de salud mental en lesbianas contestaron que tenían pensamientos suicidas, y el 18 % había intentado suicidarse.
Un estudio basado en la población llevado a cabo por el Centro de Investigación de Alcohol Nacional de EE. UU. (National Alcohol Research Center) encontró que las mujeres que se identifican como lesbianas o bisexuales tienen menos probabilidades de ser abstemias. Las mujeres lesbianas y bisexuales tienen mayor probabilidad de informar sobre problemas con el alcohol, y de que no están satisfechas con el tratamiento de los programas de abuso de drogas. Muchas comunidades de lesbianas se localizan en bares, y beber alcohol es una actividad que se correlaciona con la participación en la comunidad de lesbianas y mujeres bisexuales.

## Familias y política
Aunque la homosexualidad femenina se ha dado en muchas culturas a lo largo de la historia, la creación de familias entre parejas del mismo sexo es un fenómeno reciente. Antes de la década de 1970, la idea de que personas del mismo sexo formaran relaciones comprometidas a largo plazo era completamente desconocida para mucha gente. La mayoría de lesbianas (entre un 60 % y un 80 %) declaran estar en una relación a largo plazo. Los sociólogos asocian el alto número de parejas de mujeres a la socialización del rol de género: la inclinación de las mujeres a comprometerse en una relación se duplica en una unión lesbiana. Al contrario que en las relaciones heterosexuales, que tienden a dividir el trabajo basándose en los roles sexuales, en las relaciones lésbicas se dividen las tareas equitativamente. Los estudios también señalan que los lazos emocionales son más estrechos en las relaciones lésbicas y gais que en las relaciones heterosexuales.
Los asuntos relacionados con las familias fueron una preocupación importante para las lesbianas cuando el activismo gay se volvió más prominente en las décadas de 1960 y 1970. Los problemas de custodia en particular resultaban de interés, ya que frecuentemente los tribunales no otorgaban la custodia a las mujeres abiertamente homosexuales, aunque incluso fueran las madres biológicas. Como consecuencia de los conflictos de custodia, se realizaron varios estudios para comparar el desarrollo de los menores con progenitores del mismo y con madres solteras heterosexuales. Estas investigaciones no encontraron diferencias en la salud mental del menor, su felicidad y su adaptación, por lo general. La orientación sexual, identidad de género y roles sexuales de los menores que crecen con madres lesbianas no sufren ningún efecto. Las diferencias halladas incluyen el hecho de que las lesbianas divorciadas tienden a vivir con una pareja, que los padres visitan a las madres lesbianas divorciadas más frecuentemente que a las madres divorciadas no lesbianas, y que las madres lesbianas expresan un mayor miedo a perder a sus hijos a través de medios legales.
El mejorar las oportunidades para formar familias para las parejas del mismo sexo ha perfilado el paisaje político en la última década. El movimiento a favor del matrimonio entre personas del mismo sexo en países occidentales ha sustituido otros objetivos políticos. En 2012, once países, diez jurisdicciones de EE. UU., dos estados de México y una jurisdicción de Brasil permitían el matrimonio homosexual. Además, las uniones civiles se presentan como una opción en varios países de Europa y estados y municipios de EE. UU. La posibilidad de adoptar o proporcionar un hogar a menores también es una prioridad familiar y política para muchas lesbianas, al igual que el mejorar el acceso a la inseminación artificial.

## Cultura

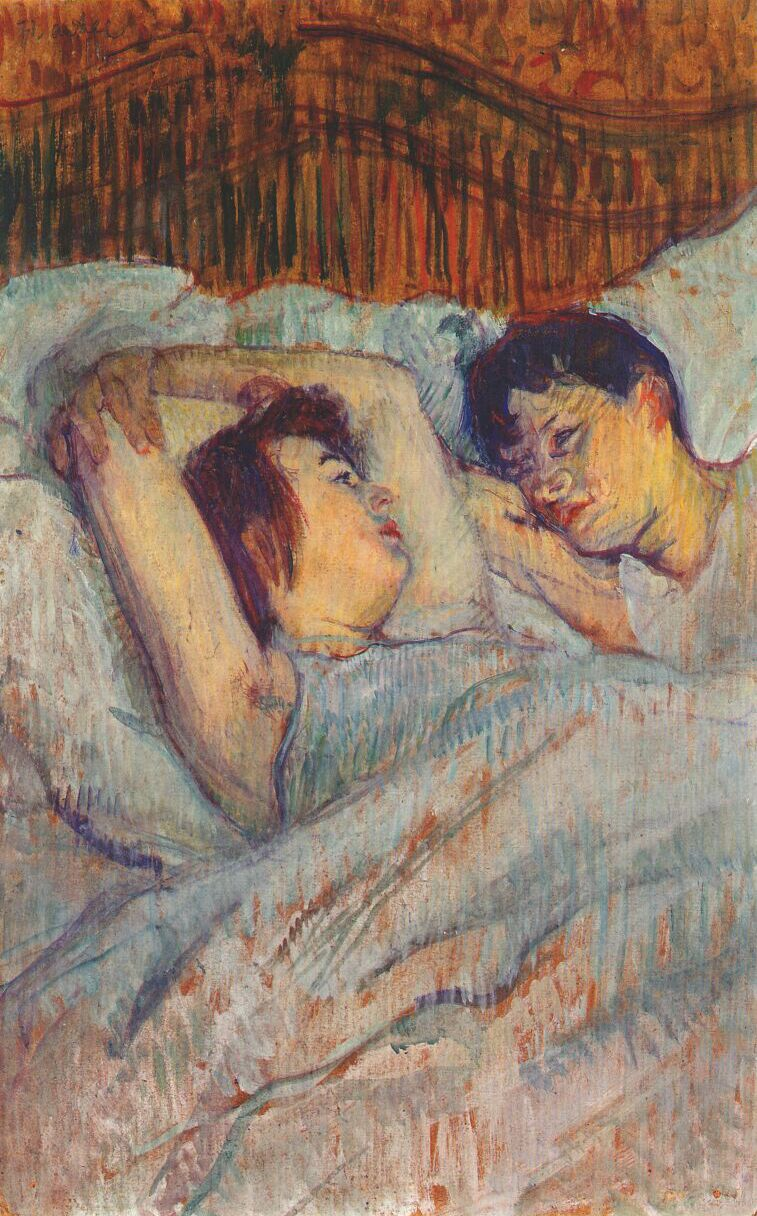
En la cama, de Henri de Toulouse-Lautrec, 1892.

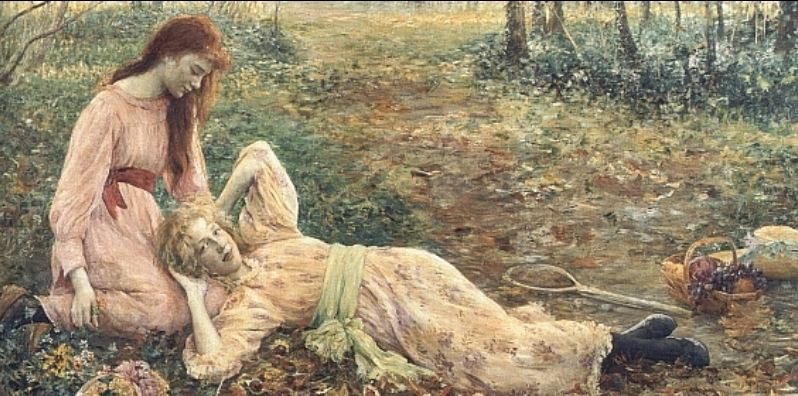
Jóvenes, de Louise Catherine Breslau, 1890. Exposición Maestras, Museo Thyssen-Bornemisza (2023-2024).

La cultura lesbiana se ha incluido históricamente dentro de la tradición femenina, y más específicamente en la cultura feminista. Durante muchos años y en épocas más difíciles que las actuales, la cultura de las mujeres se ha desarrollado en diferentes campos; de esta forma ha habido músicas, poetas, escritoras y artistas, etc.
Dado que las lesbianas son consideradas un grupo social minoritario, se habla muy a menudo de subcultura lesbiana, lo cual no significa una situación de inferioridad presupuesta, sino algo que es parte de la propia especificidad de las lesbianas, respecto al mundo heterosexual mayoritario.

### Literatura
Además de la obra de Safo, la historiadora literaria Jeannette Howard Foster incluye el Libro de Rut, y la tradición mitológica antigua entre los primeros ejemplos de lesbianismo en la literatura. En las historias griegas sobre divinidades a menudo aparecen figuras femeninas cuya virtud y virginidad están intactas, que practican actividades masculinas, y que están acompañadas por un devoto grupo de doncellas. Foster cita a Camilla y Diana, Artemisa, Calisto, Iphis y Ianthe como ejemplos de figuras mitológicas femeninas que muestran una inclinación por las mujeres o desafían los papeles tradicionales del género femenino. También se debe a los griegos la difusión de la historia de una mitológica raza de mujeres guerreras, las amazonas. En-hedu-ana, una sacerdotisa de Mesopotamia dedicada a la diosa sumeria Inanna, tiene el honor de haber firmado la primera poesía lésbica de la historia, donde ella misma se nombraba la esposa de Inanna.
Durante los diez siglos siguientes a la caída del imperio romano el lesbianismo desaparece de la literatura. Foster apunta a la visión particularmente estricta que se tenía de Eva, representante de todas las mujeres y causante de la caída de la humanidad, por lo que el pecado original entre las mujeres era una preocupación mayor, y debían cuidar su castidad especialmente por ser consideradas la fuente de la vida. Durante este periodo la mayoría de las mujeres eran analfabetas y no se les permitía acceder a la cultura, así que los varones eran quienes se encargaban de establecer las ideas sobre la sexualidad. En el siglo XVI las descripciones de las relaciones entre mujeres de los escritores ingleses y franceses (Vida de las damas galantes de Brantôme de 1665, la erótica Memorias de una mujer de placer de John Cleland de 1749 o El espía inglés de varios autores de 1778) presentan una actitud que va desde la sorprendida tolerancia hasta la excitación, aunque un personaje masculino debía participar para completar el acto. Se fomentaban a menudo las relaciones físicas entre mujeres, que no se percibían como una amenaza para los varones cuando estos no estuvieran disponibles, al considerar que no serían tan satisfactorias como las de un varón con una mujer. En el peor de los casos si una mujer se enamoraba de otra se convertía en una figura trágica. La satisfacción física y por lo tanto emocional se consideraba imposible sin la intervención de un falo natural. La intervención masculina en una relación entre mujeres se hacía necesaria cuando estas actuaban como varones y demandaban los mismos privilegios sociales.

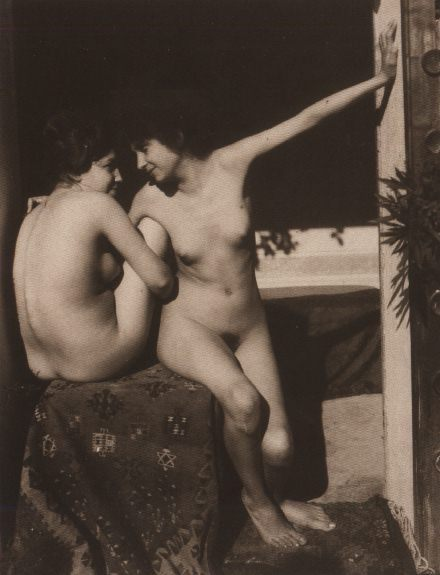
Fotografía de 1900.

En Europa el lesbianismo se convirtió en un tema casi exclusivo de la literatura francesa en el siglo XIX, basándose en la fantasía masculina y el deseo de iluminar los valores morales burgueses. Honoré de Balzac, en La chica de los ojos de oro (1835), usó el lesbianismo en su historia sobre tres personas que describía la degeneración de París, y lo repitió en La prima Bette y Séraphîta. Su obra influyó en la novela de Théophile Gautier Mademoiselle de Maupin, que tiene la primera descripción física del tipo que se asociaría a las lesbianas: «alta, ancha de hombros, estrecha de caderas y de inclinación atlética». Charles Baudelaire usará el lesbianismo como tema recurrente en sus poemas «Lesbos», «Femmes damnées 1» (Mujeres malditas), y «Femmes damnées 2». Criticando la sociedad francesa, además de utilizarlas como personajes chocantes, muchos de los personajes lésbicos de la literatura francesa del XIX eran prostitutas y cortesanas: personificaciones del vicio que morían temprano, con muertes violentas y con moraleja final. El poema de Samuel Taylor Coleridge Christabel (1816) y la novela Carmilla (1872) de Joseph Sheridan Le Fanu presentan el lesbianismo asociado al vampirismo. Estas representaciones de la homosexualidad femenina no fueron las únicas que formaron la conciencia europea sobre el lesbianismo, Krafft-Ebbing menciona las personajes de Gustave Flaubert en Salambó (1862) y Ernest Feydeau en El conde de Chalis (1867) como ejemplos de lesbianas, ya que ambas novelas muestran protagonistas femeninas que no siguen las normas sociales y que expresan sentimientos sexuales contradictorios, aunque de ninguna de ellas muestra deseos o comportamientos homosexuales. Havelock Ellis usó ejemplos literarios de Balzac y varios poetas y escritores franceses para desarrollar su obra principal sobre la inversión de la identidad sexual en las mujeres.
Gradualmente las mujeres empezaron a dedicarse a la literatura, plasmando sus propios pensamientos sobre las relaciones lésbicas en sus obras. Hasta la publicación de El pozo de la soledad, la mayoría de las obras sobre lesbianismo habían sido escritas por varones. Foster sugiere que las mujeres habían sido reacias a escribir sobre sus propias vidas o utilizar el tema de la homosexualidad, y que algunas escritoras como Louise Labé, Charlotte Charke y Margaret Fuller habrían masculinizado los personajes de sus obras literarias y plasmado las relaciones de forma ambigua. La escritora George Sand fue representada como personaje en varias obras del siglo XIX. El escritor Mario Praz acreditó la popularidad del lesbianismo como tema con la aparición de Sand en la sociedad parisina de la década de 1830. La novela de Charlotte Brontë Villette (1853) inició el género de las historias de internados con temas homoeróticos.

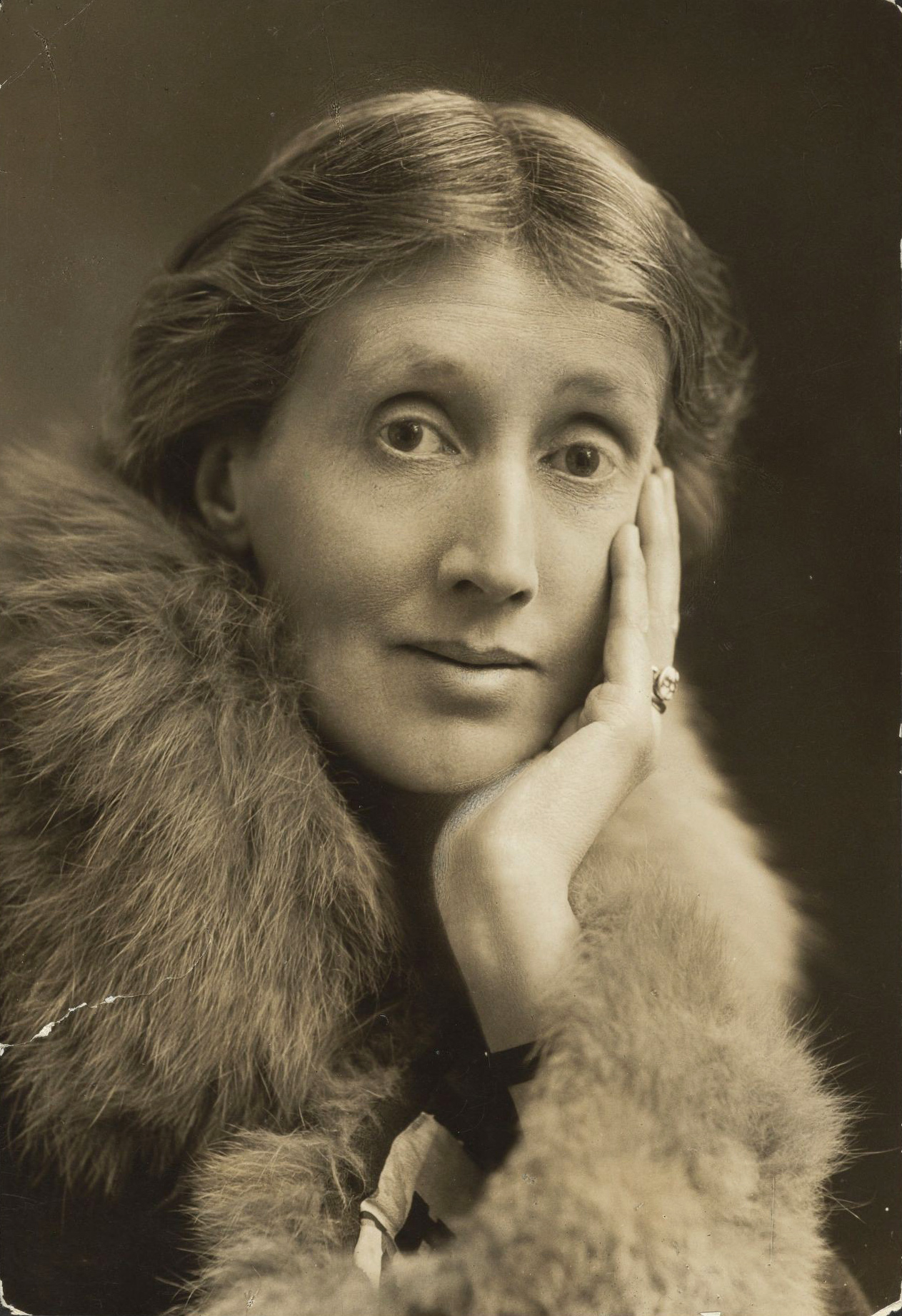
Retrato de Virginia Woolf.

A comienzos del siglo XX tanto en Londres como en París, en una atmósfera y un clima intelectual y artístico resplandeciente, se crearon las primeras comunidades de mujeres poetas, escritoras y artistas. Algunas de las mujeres parisinas más conocidas fueron: Marguerite Yourcenar (primera mujer elegida para integrar la Academia francesa), Natalie Clifford Barney, Gertrude Stein, Tamara de Lempicka, Colette y sus amigas Natalie Clifford Barney y Liane de Pougy; algunas de las mujeres lesbianas londinenses más conocidas en ese entonces fueron Virginia Woolf y Katherine Mansfield. En otros países, sin embargo, el tema sencillamente se ignoraba: una excepción a la regla sería por ejemplo Carmen de Burgos, "Colombine", escritora y periodista española de principios del siglo XX, que abordó sin reservas en sus obras la vida sexual de un colectivo sexualmente alternativo y favoreció el descubrimiento literario de la homosexualidad femenina en España. La primera obra española en tratar de la homosexualidad femenina fue Zezé (1909) de Ángeles Vicente. En 1929 se estrenó la primera obra teatral que trataba del tema, Un sueño de la razón de Cipriano Rivas Cherif. La única que se atrevió a publicar versos homoeróticos fue Lucía Sánchez Saornil.
Las escritoras de mediada la primera década del siglo XX utilizaban frecuentemente mensajes cifrados como una forma de enmascarar la temática lesbiana; personajes que cambian de sexo como en el Orlando de Virginia Woolf, muchas novelas con historias entre varones gais, como Marguerite Yourcenar; historias abiertamente lésbicas, pero algunas de ellas escritas bajo un seudónimo, como el caso de Patricia Highsmith y su libro El precio de la sal de 1951 firmado como Claire Morgan, dan cuenta de esta situación.
Otras escritoras como Amy Lowell, H.D., Vita Sackville-West y Gale Wilhelm también abordaron en sus obras relaciones lésbicas o transformaciones de género como tema. Otras como Mary Renault y Carson McCullers escribieron o tradujeron obras de ficción que se centraron en los varones homosexuales; aunque ambas mantuvieron relaciones lésbicas, sus principales amigos fueron varones gais.
Cuando los libros en rústica se pusieron de moda, los temas lésbicos quedaron relegados a la pulp fiction. Muchas de estas novelas de pseudoliteratura presentaban tópicamente a mujeres muy infelices, o relaciones que terminaban trágicamente. Marijane Meaker posteriormente escribió que le aconsejaron terminar negativamente la historia de Spring Fire, porque los editores estaban preocupados que de no ser así, el servicio postal de los EE. UU. confiscaría los libros.
Tras los disturbios de Stonewall los temas lésbicos se hicieron mucho más diversos y complejos, y en vez de presentarse como erotismo para varones heterosexuales, las obras pasaron a dirigirse a las lesbianas. Las revistas feministas como The Furies y Sinister Wisdom reemplazaron a The Ladder. Varias escritoras serias incluyeron personajes y tramas lésbicas en sus obras, como Rita Mae Brown en Rubyfruit Jungle (1973), que presenta una heroína feminista que elige ser lesbiana. La poetisa Audre Lorde se enfrentó a la homofobia y el racismo en sus obras y Cherríe Moraga es la principal responsable de llevar la perspectiva latina a la literatura lésbica. El cambio de valores es evidente en los escritos de Dorothy Allison, que se centró en el abuso sexual de menores y los temas deliberadamente provocativos como el sadomasoquismo lésbico.
En décadas recientes han proliferado las escritoras que tocan temas lésbicos como Jeanette Winterson, el mundo fantástico proyectado en los libros de Marion Zimmer Bradley. También se suman escritoras de habla española como Ana María Moix, Silvia Molloy, Ena Lucía Portela, Esther Tusquets, Rosamaría Roffiel, Susana Guzner, Zoé Valdés, Lola Vanguardia, Lucía Etxebarria, Isabel Franc, Thaís Morales, Odette Alonso, Isabel Prescolí y Cristina Peri Rossi.

### Cine

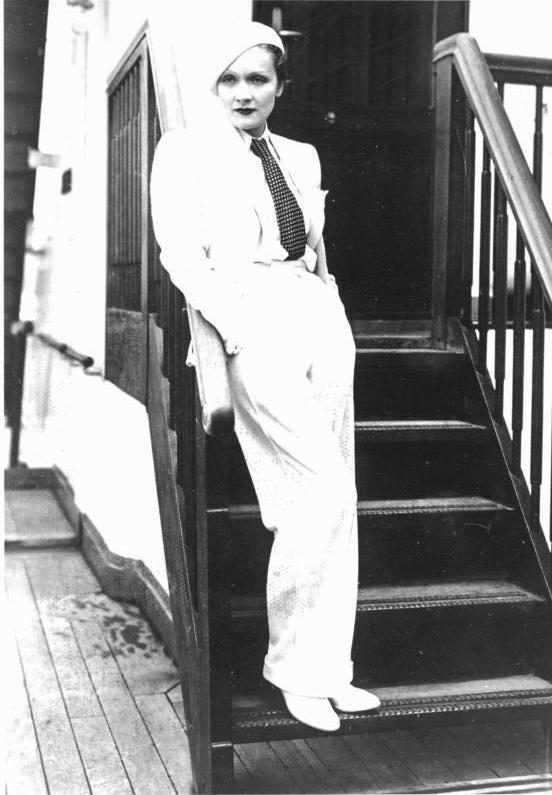
Marlene Dietrich ataviada de forma masculina en 1933.

El lesbianismo explícito o sugerido aparece muy pronto en la filmografía. Las lesbianas serán representadas en el cine de la misma forma que la literatura de la época. Curiosamente los argumentos con mujeres que desafiaban los roles femeninos eran más fácilmente aceptados por la audiencia que el de los varones que transgredieran los masculinos. Aparecen actrices vestidas como varones por diversas causas tan pronto como 1914 en A Florida enchantment con Edith Storey, en Marruecos (1930) donde Marlene Dietrich además besaba a otra mujer en los labios, Katharine Hepburn finge ser un varón en Hacia las alturas de 1933 y Sylvia Scarlett (1936). El Hollywood de la época sigue la moda que llevaba al público a ver espectáculos sofisticados y ambiguos a Harlem en los que se sugería bisexualidad. Aunque no se atreverán a representar una relación homosexual femenina explícitamente hasta 1929 en la película alemana La caja de Pandora, entre los personajes interpretados por Louise Brooks y Alice Roberts. Pero la primera película cuya trama principal es una historia lésbica es la también alemana Mujeres de uniforme (1931), que trata del amor de una adolescente por una profesora en un internado.
A partir de 1930 el código Hays censuró la mayoría de las referencias a la homosexualidad en las películas producidas en Hollywood, prohibiendo la representación de «perversiones sexuales», por lo cual el lesbianismo será eliminado de las películas e incluso de las adaptaciones de obras literarias con tramas lésbicas o personajes que son lesbianas declaradas. Por ejemplo en la adaptación de la obra teatral de Lillian Hellman, The children's hour, la pareja lésbica se transformó en un triángulo amoroso heterosexual, con el título These Three. La película biográfica La reina Cristina de Suecia de 1933, protagonizada por Greta Garbo, disimuló las escenas que sugerían los devaneos de la reina con mujeres. La homosexualidad o el lesbianismo nunca se mencionaban explícitamente en las películas estadounidenses mientras estuvo en vigor el código Hays. Las razones aducidas por los censores para eliminar una escena lésbica en Olivia (película francesa de 1951) fueron que era: «Inmoral, podría inducir a corromper la moral». La aplicación del código se relajó alrededor de 1961, cuando William Wyler volvió a filmar The children's hour, con Audrey Hepburn y Shirley MacLaine. En ella después de que el personaje interpretado por MacLaine admite su amor por el de Hepburn se suicida ahorcándose, siendo uno de los primeros ejemplos de la costumbre que se asentará durante mucho tiempo de finalizar de forma infeliz todas las historias homosexuales. Será frecuente matar a los personajes homosexuales al final de la película como en el caso del personaje de Sandy Dennis en la película de 1968 The Fox (La zorra). Cuando no son infelices víctimas, las lesbianas son representadas como villanas o personajes moralmente corruptos, como las madames de prostíbulo interpretadas por Barbara Stanwyck en Walk on the Wild Side (La gata negra) de 1962 y Shelley Winters en The balcony (1963). Se representa a las lesbianas como depredadoras en Rebeca (1940), en películas carcelarias como Caged (Sin remisión) 1950, o en personajes como Rosa Klebb en From Russia with Love (1963). Reaparecen los temas de vampiras lesbianas en películas como La hija de Drácula (1936), Et Mourir De Plaisir (Francia,1960) y The Hunger (El ansia, 1983). Continúa esta costumbre de representaciones negativas Basic Instinct (1991), que muestra una asesina bisexual interpretada por Sharon Stone, una de las muchas películas que ocasionaron protestas por la representación de los homosexuales como asesinos.

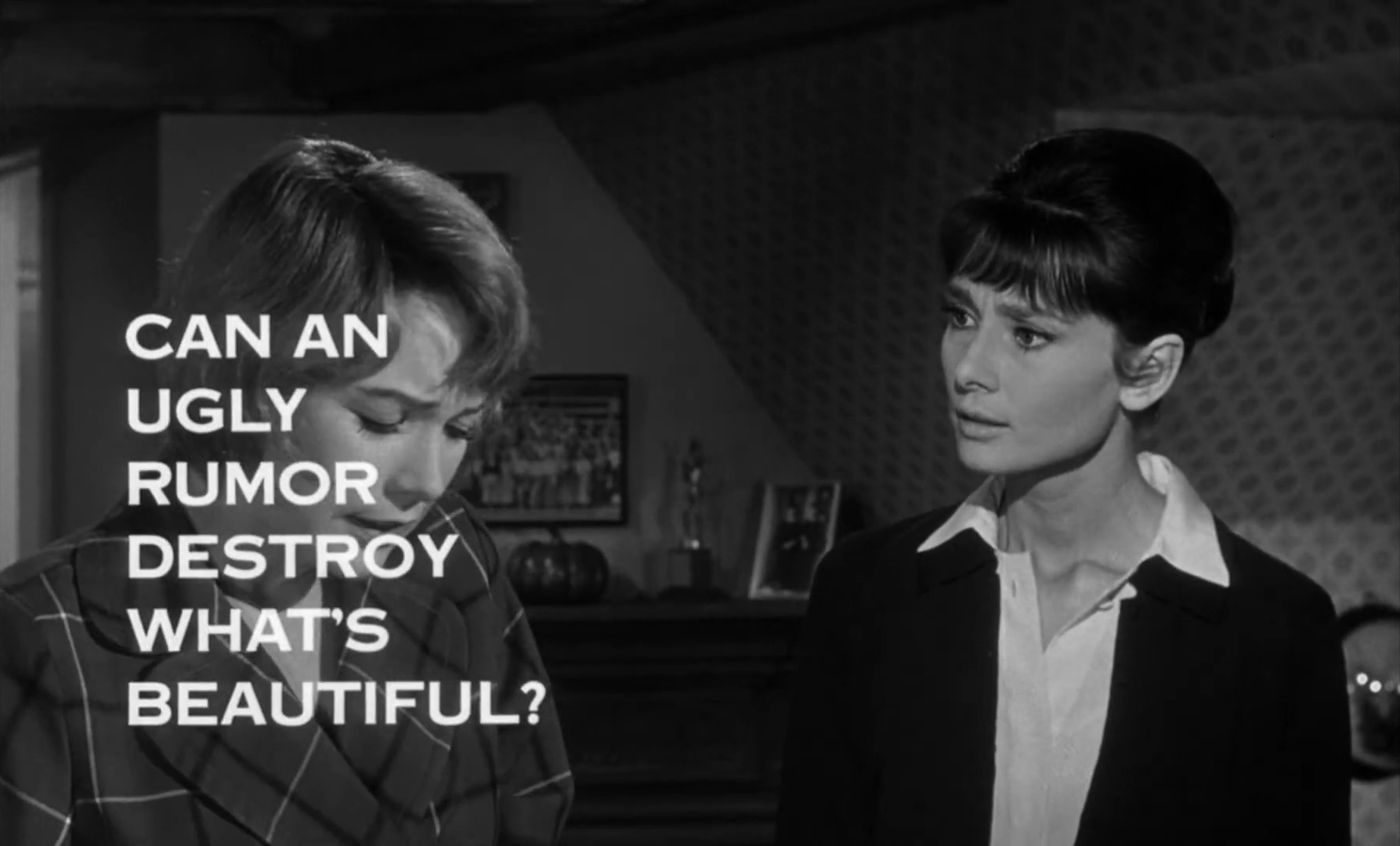
La censura obligó a que no se mencionaran los términos lesbianismo u homosexualidad en La calumnia (1961), aunque era el rumor por el cual el personaje de Shirley MacLaine se suicida.

A pesar de que también lo hace de forma bastante negativa, la primera película que intenta representar el lesbianismo con cierta profundidad es El asesinato de la hermana George en 1968, en la que algunos de sus escenarios eran auténticos clubs de lesbianas de Londres. En ella por primera vez un personaje se define como lesbiana. El historiador cinematográfico Vito Russo considera que la película representa de forma compleja a un personaje con múltiples facetas que es obligada a permanecer en silencio por otras lesbianas. En Personal Best (1982) y Lianna (1983) se trata a las lesbianas y las relaciones lésbicas de forma más amable y aparecen escenas de sexo lésbico, aunque ninguna de las dos representa relaciones felices. Personal Best fue criticada por mostrar el tópico de la mujer que tras estar con mujeres vuelve a una relación con un varón, dando a entender que el lesbianismo es una fase, además de por tratar la relación lésbica con «manifiesto voyeurismo». En esa época también aparecieron personajes y relaciones lésbicas representados de forma ambigua, como en Silkwood (1983), El color púrpura (1985) y Tomates verdes fritos (1991), en argumentos en los que el lesbianismo era uno de los temas principales.
El cine independiente hizo posible que se abordaran nuevos temas. Barbara Hammer rodó varias películas experimentales de tema lésbico como Dyketactics (1974), Superdyke (1975) y Nitrate kisses (1992). Desert Hearts de 1985 fue una de las que tuvo más éxito. Dirigida por la lesbiana Donna Deitch, está libremente basada en la novela de Jane Rule Desert of the heart. No recibió muy buenas críticas en su época, pero sí las ha obtenido en las revisiones de prensa gay. Al final de la década de 1980 e inicio de la década de 1990 aparecen películas en los que se tratan los temas homosexuales con seriedad, producidos por los propios gais y lesbianas, denominado New Queer Cinema. Entre las películas que tratan de lesbianas destacan la innovadora comedia romántica Go Fish (1994) de Rose Troche y la primera películas sobre lesbianas afroamericanas The watermelon woman (1995) de Cheryl Dunye. El realismo de las películas que representan lesbianas da paso a otro tipo de representaciones como las historias románticas como The incredibly true adventure of two girls in love y Cuando cae la noche, ambas de 1995, Better than chocolate (1999), sátiras sociales como But I'm a cheerleader de 2001, o incluso el realismo mágico de El niño pez (2009). También han reaparecido temas recurrentes como la lesbiana asesina en películas como Criaturas celestiales (1994) de Peter Jackson, Monster (2003) de Aileen Wuornos, o la exploración y descubrimiento de la orientación sexual y el primer amor en películas como Fucking Åmål (1998), Besando a Jessica Stein (2001) y Persiguiendo a Amy (1997).
Entre las cineastas lesbianas más reconocidas de la actualidad se encuentran Jamie Babbit (But I'm a cheerleader), Patricia Rozema (Cuando cae la noche), Léa Pool (Lost and Delirious), Rose Troche (The L Word) y Barbara Hammer. La película Las horas (2002) enfoca el lesbianismo y su impacto social en tres épocas diferentes de la historia, algo parecido a lo que hace la película If These Walls Could Talk 2 (2000). En el año 2004 la película D.E.B.S. cuenta la historia de una ladrona y una espía que tiene una relación lésbica. En 2015, la película Carol, basada en la novela autobiográfica El precio de la sal, de Patricia Highsmith, debuta en el Festival de Cannes con excelentes críticas. En 2019, la película Salir del ropero con Rosa Maria Sarda y Verónica Forqué, fallecida poco tiempo después del estreno, trata de la vida de una pareja de mujeres de la tercera edad.

### Televisión
La homosexualidad empezó a tratarse en la televisión mucho más tarde que en el cine. Algunos talk shows de televisiones locales de Estados Unidos trataron el tema invitando a equipos de expertos —por lo general ninguno de ellos era homosexual— para discutir los problemas de los varones gais en la sociedad. Raramente se mencionaba el lesbianismo. La primera vez que se representó a una lesbiana en una serie de televisión fue en el drama psiquiátrico de la NBC The eleventh hour al principio de los años 1960. En el episodio una actriz se siente perseguida por su directora y la angustia la lleva a acudir al psiquiatra, que le explica que tiene sentimientos lésbicos reprimidos que le hacen sentir culpable. Sin embargo, tras hacérselo ver el tratamiento se orientará a que pueda mantener relaciones heterosexuales.
La invisibilidad de las lesbianas continuará durante los años 1970 cuando el tema de la homosexualidad empieza a representarse en las series, al principio en dramas médicos (The bold ones, Marcus Welby, M.D., Medical Center), en las generalmente se muestra a pacientes gais que se confiesan con los médicos o el personal sanitario. Esto permitía que se discutiera clínicamente la homosexualidad: el protagonista solía guiar a los atribulados personajes gais, o bien corregía a los antagonistas homófobos, mientras que se comparaba a la homosexualidad con la psicosis, el comportamiento delictivo o el abuso de drogas.
Otro tipo de argumentos en los que aparecían personajes homosexuales en los años 70 fueron los dramas policiales. Podían ser víctimas del chantaje o de la violencia homofóbica, pero lo más frecuente era que fueran delincuentes. Empezó al final de la década de 1960 en series como N.Y.P.D., Police story y La mujer policía, y la utilización de historias homosexuales fue haciéndose más frecuente a medida que creció el activismo LGBT. Las lesbianas se incluían como villanas asesinas, inclinadas al crimen por sus deseos, por haber interiorizado la homofobia o por miedo a ser expuestas públicamente como homosexuales. Un episodio de La mujer policía provocó protestas de la National Gay Task Force antes de ser emitido por representar a un trío de lesbianas asesinas que mataban jubilados para robarles su dinero. A causa de las protestas la NBC editó el episodio para modificarlo, lo que no evitó una sentada en las oficinas centrales de la NBC. A mediados de la década de 1970, los gais y las lesbianas empezaron a aparecer como agentes de policía y detectives, haciendo frente al tema de la salida del armario. En 1991 apareció una abogada bisexual interpretada por Amanda Donohoe en La ley de Los Ángeles, que protagonizaría el primer beso lésbico famoso de una serie de máxima audiencia, junto a Michele Greene, que causó polémica a pesar de ser calificado como «casto» por el The Hollywood Reporter.

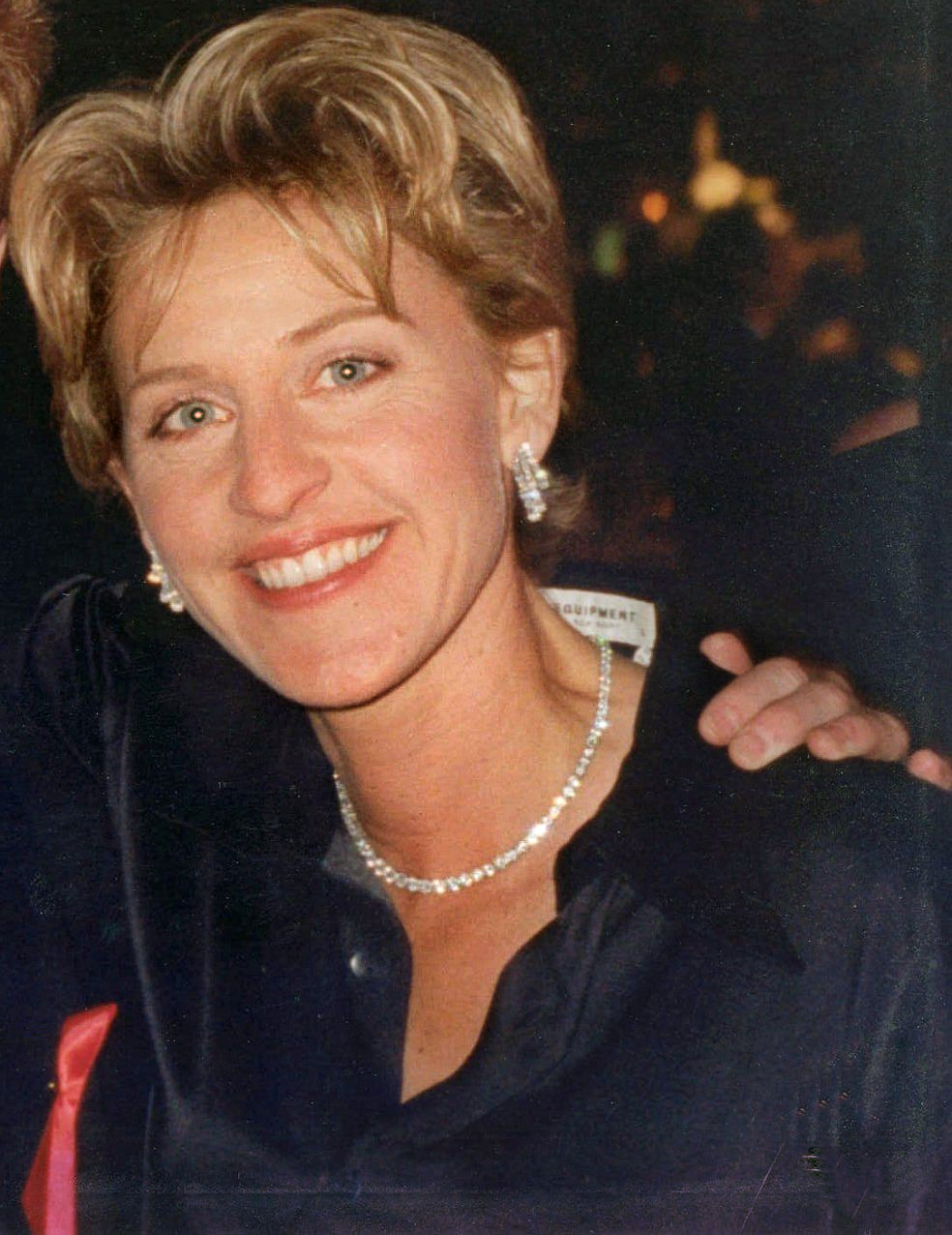
Ellen DeGeneres en 1994, unos años antes de que su carrera corriera peligro al salir del armario en 1997. Estuvo varios años sin trabajo a raíz del revuelo mediático, hasta que consiguió su propio programa, The Ellen DeGeneres Show, que tuvo un gran éxito.

Aunque las series de televisión no empezaron a tener personajes homosexuales entre el reparto permanente hasta el final de los años 1980, algunas comedias de situación anteriores tenían un personaje que Stephen Tropiano denomina "gay-hetero". Era un personaje secundario extravagante que no cumple con las normas de género o que tiene una vida personal ambigua, que «para todos los efectos debería ser homosexual», aunque no se explícita. Entre estos se incluye a Zelda de The many loves of Dobie Gillis, Miss Hathaway de The Beverly Hillbillies y Jo de The Facts of Life. Desde mediados de los años 80 y en los 90 las comedias de situación suelen tener un episodio de salida del armario, donde un amigo de los personajes protagonistas se declara homosexual, provocando que los protagonistas traten el tema. En Designing Women, The Golden Girls y Friends aparecieron lesbianas de esta forma. También se recurrió a personajes lésbicos que salían del armario en Married with Children, Mad about you y Roseanne. En este último el episodio Don't Ask, Don't Tell despertó el temor entre los ejecutivos de la ABC de que el beso entre Roseanne y Mariel Hemingway podría bajar la audiencia y hacer que se retiraran los anunciantes. En cambio ese episodio fue el de mayor audiencia de la semana.
De lejos la comedia de situación americana con mayor impacto para la imagen de las lesbianas fue Ellen. La publicidad que supuso en 1997 la salida del armario de la protagonista tanto en la ficción como en la realidad fue enorme. Ellen DeGeneres apareció en la portada de la revista Time la semana antes de la emisión del Episodio del cachorro con el titular «Yep, I'm Gay» (Sip, soy homosexual). Se organizaron reuniones en muchas ciudades de Estados Unidos para ver el episodio, y las protestas de las organizaciones conservadoras fueron intensas. El guion ganó un Emmy, pero cuando la serie continuó con el personaje de Ellen Morgan como lesbiana cada semana, la audiencia bajó, y los ejecutivos de la cadena se sintieron incómodos con la dirección que el programa estaba tomando y lo cancelaron.
Las series dramáticas, de fantasía y ciencia ficción ocasionalmente incorporan temas homosexuales y alguna trama continuada lésbica como en Relativity, Picket Fences, Star Trek: The Next Generation y Deep Space Nine. En estas dos últimas se han explorado los límites de la orientación sexual y el género. Entre estas destacan la serie inglesa Torchwood donde sus dos protagonistas femeninas, Gwen y Toshiko, han tenido contactos sexuales tanto con mujeres como con personajes femeninos tan diversos como extraterrestres o robots humanoides. La serie para adolescentes Buffy the Vampire Slayer también tuvo tramas lésbicas. En la cuarta temporada Willow y Tara se enamoran la una de la otra y su relación continúa a lo largo de la serie hasta que matan a Tara. Este suceso trastorna tanto a Willow que por un tiempo es atraída al mal y usa sus poderes mágicos para la venganza. Tras volver a la normalidad encontrará consuelo en una nueva relación con Kennedy.
A estas apariciones ocasionales y tramas secundarias le siguieron series de temática específicamente homosexual. Inició este género la británica Queer as Folk (1999) seguida por su versión estadounidense más larga, con cinco temporadas emitidas del 2000 al 2005. En ambas series dos de sus personajes principales eran una pareja de lesbianas, llamadas Lindsay y Melanie en la versión americana de Queer as Folk. Showtime, la productora de esta última, promocionó la serie con lemas como «Sin límites», y en la serie se abordaron gráficamente muchos temas sobre homosexualidad. La calidad de la serie y su agresiva publicidad consiguió que tras la primera temporada su audiencia doblara a la de cualquier otro programa de la cadena. En 2004 Showtime estrenó The L Word (La Palabra L en Latinoamérica, L en España), una serie dramática protagonizada por un grupo de mujeres lesbianas y bisexuales, que se emitió hasta 2009.
Las series médicas han seguido introduciendo personajes y relaciones lésbicas, pero ya no solo entre los pacientes que aparecen esporádicamente, sino también entre el personal de las plantillas sanitarias del reparto permanente. Tal es el caso de ER, House, Anatomía de Grey y la española Hospital Central. En esta última destaca la trama lésbica por implicar a dos de los personajes protagonistas, Maca y Esther. Más adelante, en la serie también española, Los hombres de Paco se formaría otra relación lésbica, con Pepa Miranda y Silvia Castro de protagonistas.
En Japón destaca la presencia del Yuri, que muestra en el manga y el anime el amor entre mujeres. Series como Maria-sama ga Miteru, Shōjo Kakumei Utena o Sasameki Koto emplean el yuri como elemento central, mientras que otras como Sailor Moon (con la conocida pareja Haruka/Michiru) lo emplean como un elemento secundario.
Latinoamérica no estuvo ajena a estos cambios. En Argentina, durante al año 2002, fue emitida por canal 13 de Buenos Aires, una serie televisiva policiaca titulada 099 Central. En la misma, los personajes de Marisa (representada por Carolina Peleritti), y Silvina (Eugenia Tobal), son dos mujeres policía que se descubren lesbianas. Marisa tiene asumida su identidad lésbica desde hace mucho tiempo, pero Silvina no. Ambos personajes tienen que superar muchos obstáculos y apoyarse mutuamente para seguir juntas: la serie fue traducida al inglés y vendida a Medio Oriente.

### Deporte
Desde hace años, la lucha por el reconocimiento y la entrada al mundo del deporte y la perseverancia y el triunfo en eventos deportivos ha sido parte esencial de la historia de la cultura lésbica. Sin embargo, la homofobia existente disuadió a muchas deportistas de hacer pública su orientación sexual mientras estaban en activo. La primera deportista que públicamente reconoció ser lesbiana fue la tenista Billie Jean King en 1981. Ganadora del Abierto de Australia, Roland Garros, Wimbledon (en seis ocasiones) y el US Open (en cuatro ocasiones), tuvo que hacer pública su orientación forzada por las circunstancias: había mantenido una relación extramarital con su asistente Marilyn Barnett, quien amenazaba con demandarla y publicar las cartas de amor que King le había escrito. Los juzgados finalmente desestimarían la demanda. Para King fue un periodo difícil, pues su familia era muy homófoba y estaba muy preocupada por su reacción ante la noticia, que tuvo una gran repercusión en los medios de comunicación.
Más tarde ese mismo año, la tenista Martina Navratilova también admitió tener una relación sentimental con la escritora Rita Mae Brown. Navratilova llegó a ganar en tres ocasiones el Abierto de Australia, en nueve el torneo de Wimbledon, se hizo con el US Open en cuatro ocasiones y consiguió por partida doble alzarse con la victoria en Roland Garros, lo que la convierte en una de las mejores tenistas de la historia de este deporte. Su salida del armario le valió mucho respecto, pero paralelamente perdió patrocinadores, que temían las posibles consecuencias comerciales de asociarse a una persona abiertamente homosexual.
En 1999, la tenista francesa Amélie Mauresmo hizo pública su homosexualidad tras vencer en la semifinal del Abierto de Australia con 19 años a Lindsay Davenport. Tanto Davenport como Martina Hingis, que ganó la final, hicieron comentarios negativos sobre el aspecto y juego «varoniles» de Mauresmo, que celebró el haber sido la primera francesa en llegar a la final desde 1922 corriendo a abrazar a su novia. La tenista posteriormente recibió muestras de apoyo de medios de comunicación y aficionados, que se revolvieron contra la actitud de Hingis. Posteriormente ganó la medalla de plata en los Juegos Olímpicos de Atenas 2004 y la Copa Federación con Francia, y alcanzó el número 1 de la WTA ese mismo año, para después alzarse con el triunfo en Wimbledon en 2005 y el Abierto de Australia en 2006.
Desde 1982 se celebran cada cuatro años los Gay Games, un evento deportivo y cultural a semejanza de los Juegos Olímpicos. El Comité Olímpico Internacional no permite el uso del término Gay Olympics, lo cual ha generado controversia. El principal objetivo de los Gay Games es «promocionar y aumentar el autorespeto de lesbianas y varones gais del mundo, y generar respeto y comprensión del mundo no gay».

### Música
La cantante canadiense de pop y country k.d. lang, ganadora de cuatro premios Grammy, salió del armario en 1992 en una entrevista en la revista The Advocate. Más tarde, en 1993, protagonizó una portada transgresora junto a Cindy Crawford en la revista Vanity Fair, mostrando su lado más butch. En 2008 admitió que recibió cierta presión por parte de su compañía discográfica para no salir del armario, pero cree que gracias a esa decisión su carrera terminó de despegar.
Melissa Etheridge, cantante de rock ganadora de dos premios Grammy en 1992 y 1994, y de un Óscar en 2006 por la canción I need to wake up (del documental Una verdad incómoda), salió del armario en 1993 durante la gala presidencial del primer mandato de Bill Clinton. Férrea activista de los derechos homosexuales, declaró tras la aprobación de la proposición 8 que le impedía casarse con su pareja Tammy Lynn Michaels —con la que tiene gemelos— que, como medida de protesta, se negaría a pagar sus impuestos al no ser «una ciudadana de pleno derecho».
El grupo español Mecano escribió la famosa canción Mujer contra mujer sobre la homosexualidad femenina. La canción Sol, noche y luna de Chenoa hace referencia también a este tema. Asimismo, el dúo ruso t.A.T.u. hizo referencia al lesbianismo en sus declaraciones públicas y en varias de sus canciones, entre las que destaca su éxito All the things she said.

### Revistas
La primera revista LGBT del mundo fue Uranus, publicada en 1870 por el alemán Karl Heinrich Ulrichs. Solo tuvo una edición. La primera revista exclusivamente lésbica de la que se tiene constancia fue Die Freundin (1924-1933; «La amiga»), editada en Alemania por Friedrich Radszuweit. Llegó a haber cinco revistas para lesbianas en Alemania durante la República de Weimar, además de Die Freundin, Ledige Frauen (1928-1929), Frauenliebe (1926-1930), Frauen, Liebe und Leben (1938), Garçonne-Junggesellin (1930-1932), la única publicada exclusivamente por mujeres, y Blätter idealer Frauenfreundschaft (1924-1927).
En Estados Unidos, la pionera fue Vice Versa, publicada en 1947 por Lisa Ben (anagrama de Lesbian, Lesbiana en inglés). The Ladder fue la primera distribuida a nivel nacional en ese país. En España, por otra parte, la primera revista lésbica fue Femme fatal, publicada en 2004.